# Rokoko
Rokoko – nurt stylistyczny, obecny zwłaszcza w architekturze wnętrz, ornamentyce, rzemiośle artystycznym i malarstwie, występujący w sztuce europejskiej w latach ok. 1720–1780. Nurt rokokowy wyróżnia się także w dziejach literatury.
Uważane czasem za końcową fazę baroku, w rzeczywistości zajęło wobec niego pozycję przeciwstawną. Sprzeciwiło się pompatycznemu ceremoniałowi, monumentalizmowi i oficjalnemu charakterowi stylu Ludwika XIV, skłaniając się ku większej kameralności, zmysłowości, wyrafinowaniu i pewnej sentymentalności. Odznaczało się lekkością i dekoracyjnością form, swobodną kompozycją, asymetrią i płynnością linii oraz motywami egzotycznymi (np. chińskimi). Styl rokokowy najsilniej rozwinął się we Francji i związany był głównie z życiem dworskim.
Wstępem do rokoka był okres regencji Filipa Orleańskiego we Francji (1715–1723), podczas której powstawały dzieła charakteryzujące się większą swobodą i dekoracyjnością. Jego rozkwit nastąpił za Ludwika XV. Wówczas też rokoko rozpowszechniło się w Europie, zwłaszcza w Bawarii, Prusach, Austrii, Czechach, Saksonii, na Śląsku, w Polsce i w Rosji.

## Problem terminologiczny

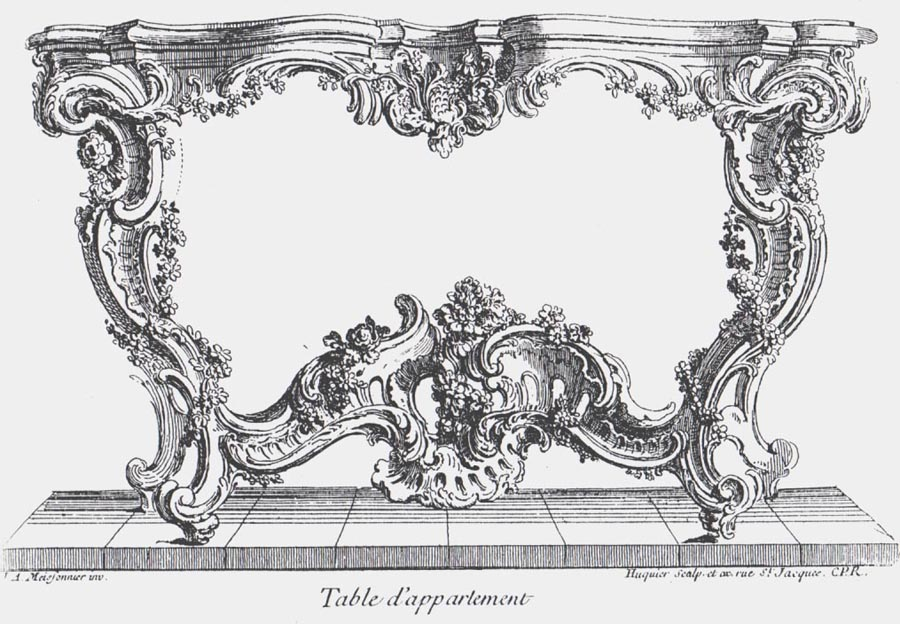
Projekt stolika zbudowanego z form rocaille’owych, autorstwa Juste-Aurèle’a Meissonniera (ok. 1730)

Pojęcie rokoka (rococo) powstało na bazie słowa rocaille, prawdopodobnie przez kontaminację ze słowem barocco (barok). Rocaille to ornament asymetryczny, plastyczny, zbudowany z form przypominających muszlę, koguci grzebień lub płomienie.
Najwcześniejszego znanego dziś użycia nowego słowa rokoko dokonał malarz Maurice Quai pod koniec XVIII wieku. Choć już w XIX wieku badano i opisywano okres i sztukę rokoka, to do dziś nie ma pełnej zgody co do znaczenia tego terminu. Co więcej, nawet we Francji, kolebce rokoka, termin ten jest zastępowany raczej określeniem styl Ludwika XV. Wątpliwości rodzą się w związku z ornamentem rocaille, od którego przecież cała epoka wzięła nazwę, a który występował w bardzo różnych kontekstach. Nie ma także zgody co do włączenia – bądź nie – rokoka w nurt sztuki późnobarokowej. Nikolaus Pevsner pisał: Rokoko nie jest odrębnym stylem. Jest to część baroku […]. Różnica pomiędzy barokiem a rokokiem polega na sublimacji. faza późniejsza jest jasna, gdy wcześniejsza jest ciemna; jest delikatna, gdy tamta była potężna; jest radosna, gdy tamta była namiętna. Lecz jest ona równie ruchliwa (mouvemenetée), równie żywa, równie zmysłowa jak barok. Inni znów widzą rokoko jako styl wyrastający z baroku, ale antagonistyczny wobec niego. Tak też przyjmiemy, za Władysławem Tomkiewiczem, w niniejszym artykule. Jan Białostocki na pytanie, czy rokoko jest ornamentem, stylem czy postawą, odpowiedział, że wszystkim naraz. Równocześnie podkreślił, że terminu tego nie należy rozciągać automatycznie na wszystkie zjawiska w kulturze XVIII wieku.

## Historia, tło społeczno-kulturowe

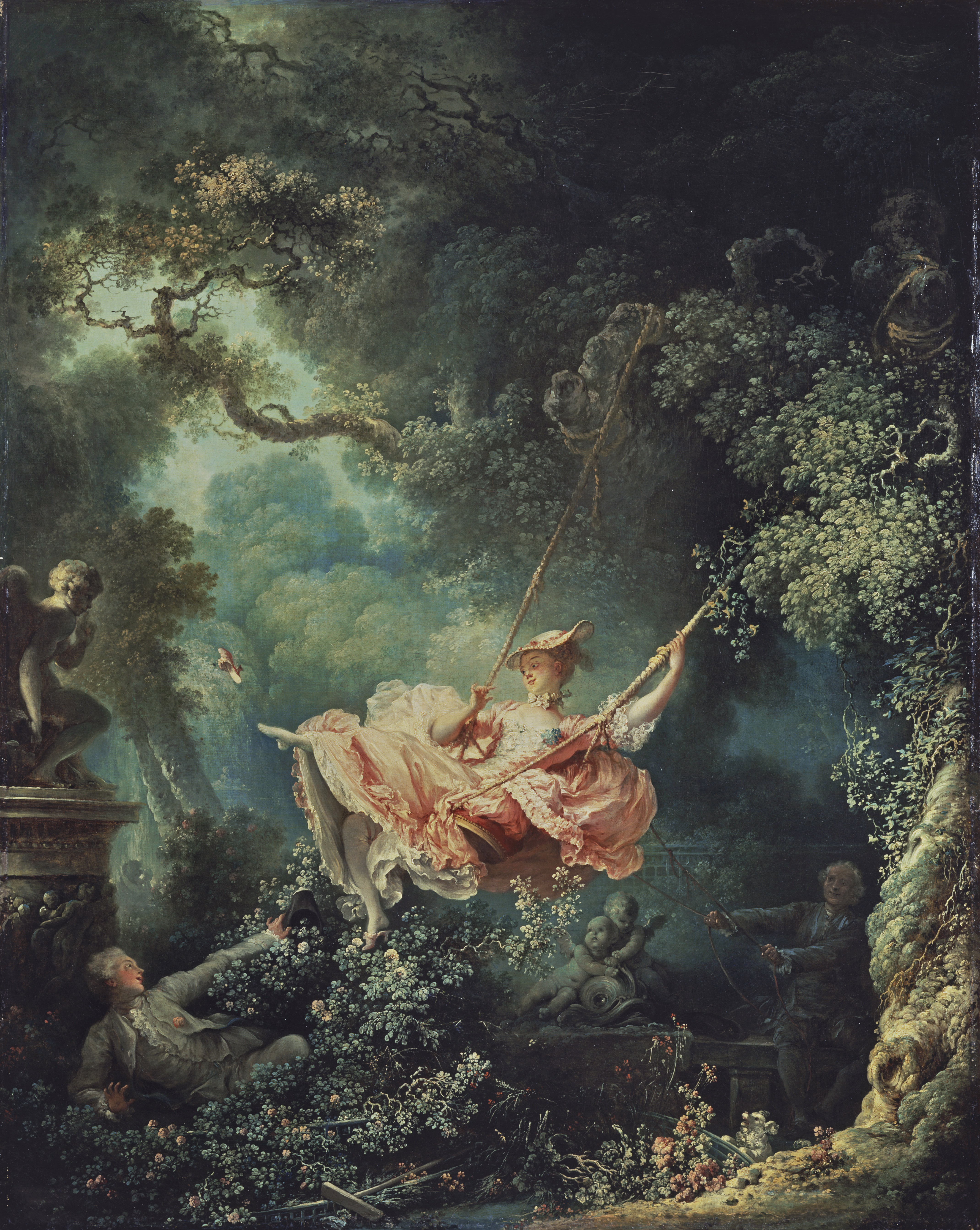
Jean-Honoré Fragonard, Huśtawka (1767)

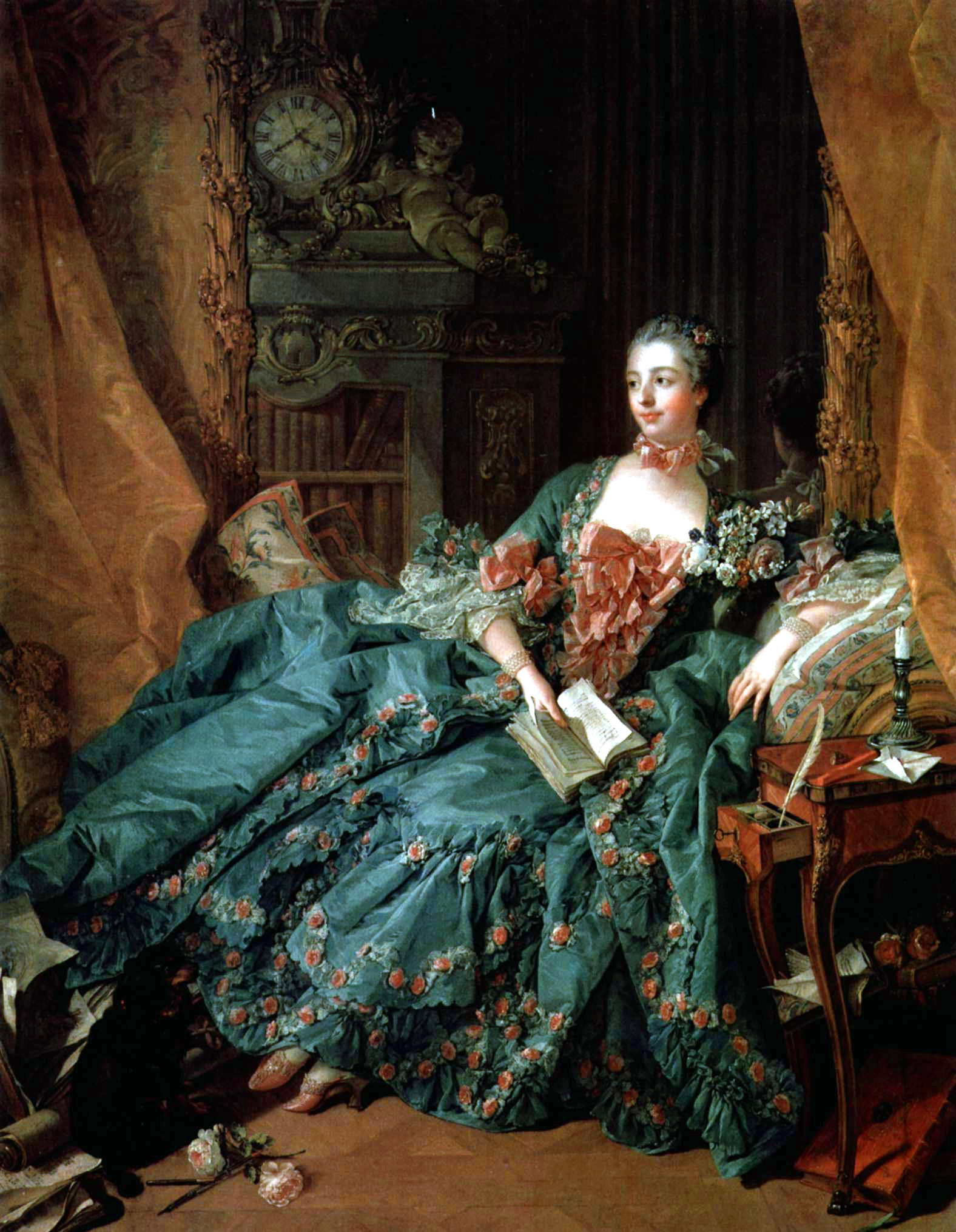
François Boucher, Madame de Pompadour (1758)

Jak już wspomniano, rokoko wyrosło ze sprzeciwu wobec tego, z czym wiązały się rządy Ludwika XIV. Wiek XVII, zwany przez historyków „grand siècle” kończył się pod znakiem zachwiania potęgi Francji, która do niedawna była właściwie arbitrem Europy, mocarstwem dyktującym swą wolę dzięki sile militarnej, ekonomicznej i kulturalnej. Zniesienie edyktu nantejskiego doprowadziło do emigracji z Francji ok. pół miliona hugenotów, a w efekcie do osłabienia gospodarczego kraju; byli to bowiem w dużej mierze rzemieślnicy, bankierzy i specjaliści pracujący w manufakturach. Wydarzenia te oraz kolejne wojny doprowadziły do krytyki Króla-Słońce.
Za jego czasów we Francji panował barok w wersji klasycznej, sięgający do wzorów antycznych. Powszechnie obowiązujący styl zaczął jednak napotykać na sprzeciw np. Charles’a Perraulta. Także pod koniec XVII wieku wybuchł spór między poussinistami (klasykami, nazywanymi tak od Poussina) oraz rubensistami (kolorystami). Ostatnia faza rządów Ludwika XIV stała się więc czasem wzrastających nastrojów antagonistycznych wobec sztuki oficjalnej. Krytykę wzbudzał także dwór wersalski, liczący nawet 10 000 osób i pochłaniający 10% budżetu państwa, zajęty nieustannymi balami i uroczystościami. Z czasem i one stały się bardziej sztywne i etykietalne. Starzejący się władca, pod wpływem markizy de Maintenon, popadł w bigoterię, krępując swobodę życia swojego dworu.
Ludwik XIV zmarł w 1715 roku. Następca tronu został jego prawnuk Ludwik XV, mający wówczas 5 lat. W okresie małoletności nowego króla (do 1723) rządy sprawował Filip Orleański; okres tej regencji uważany jest za pierwszą fazę rokoka. Filip Orleański swoją siedzibę przeniósł do Paryża, co spowodowało powrót dworzan z Wersalu do stolicy i wytworzenie się specyficznego, ożywionego życia towarzyskiego. Patronat nad kulturą intelektualną i artystyczna przeszedł z rąk władcy w ręce arystokracji, burżuazji i intelektualistów. Ze sprzeciwu wobec minionej epoki wyrosła zmiana postawy obyczajowej, wywołana w dużej mierze przez kobiety. Cały klimat rokoka był podporządkowany pragnieniom kobiety, przez nią, a przynajmniej dla niej był stworzony. Powstawały liczne salony – miejsca finezyjnej, błyskotliwej dyskusji, wymagające od gości wytworności i właściwych form towarzyskich. Towarzyszyło temu rozluźnienie obyczajowe, swoista reakcja na pobożność Ludwika XIV, wyrażająca się choćby w ostentacyjnych związkach pozamałżeńskich Filipa Orleańskiego. Przykład regenta nie mógł pozostać bez wpływu na poddanych. Ta „rozwiązłość” ludzi rokoka, tak krytykowana w późniejszych czasach, wiązała się z chęcią korzystania z radości danej chwili, bo jak stwierdził Beaumarchais, nie wiadomo, czy świat potrwa trzy tygodnie. Miejsce sztywnych uroczystości zajęły zabawy, taniec, maskarady i liczne fêtes. Atmosfera rokoka była więc opanowana przez wykwintność, duch erotyzmu i kobiety.
Kres rokoku zadał przybierający na sile klasycyzm, umacniany przez archeologiczne odkrycia starożytnych budowli. We Francji, tradycyjnie przywiązanej do wartości klasycznych, nurt ten propagowała zwłaszcza literatura, z Encyklopedią d’Alemberta i Diderota na czele. Za koniec rokoka przyjmuje się wybuch Rewolucji Francuskiej w 1789, jednak już nieco wcześniej pojawiały się znaczące sygnały zmierzchu epoki. Wszak w 1784 roku Jacques-Louis David namalował Przysięgę Horacjuszy – sztandarowe dzieło neoklasyczne. Niektórzy artyści kontynuowali twórczość w duchu rokoka, jednak były to jedynie drobne pozostałości po minionej epoce. Takim śladem był też nurt sentymentalizmu.

## Sztuka
Wyrazem nowego stylu życia była sztuka. Zamiast dostojności i pompatyczności pojawia się wyrafinowanie i lekkość, zarówno w dziedzinie architektury, malarstwa, jak i rzemiosła.

### Architektura
W dobie rokoka szczególnie rozwinęła się dekoracja wnętrz. Ich strona zewnętrzna – zwłaszcza w początkowej fazie – nadal utrzymywana była w duchu klasycyzującym bądź późnobarokowym, natomiast pompatyczne wnętrza stały się bardziej kameralne i subtelne. Także skala budowli była inna – miejsce monumentalnych rezydencji zajęły mniejsze hôtels (miejskie pałacyki), wille i pawilony parkowe. Atmosfera epoki spowodowała pojawienie się tzw. maisons de plaisance. Przenosiny dworzan do Paryża spowodowały wznoszenie w stolicy licznych prywatnych rezydencji, do dziś zachowanych w niewielkim stopniu. Około 1740 wzniesiony zostały Hôtel de Soubise, uważany za typowy przykład francuskiego rokoka. Jednak w zakresie architektury rokokowej Francuzów wyprzedzili Niemcy: na początku XVIII wieku powstał Zwinger, a w latach 30. Amalienburg. Budowle z terenów niemieckich charakteryzują się dużo większą dekoracyjnością strony zewnętrznej, niż we Francji. [...] Rokoko niemieckie wyszło na zewnątrz budynku, podczas gdy francuskie cały kunszt objawiło w dekoracji wnętrz. We Francji nadal stosowano więc klasyczne podziały, więc architektura w ścisłym tego słowa znaczeniu nie uległa modzie rokoka.

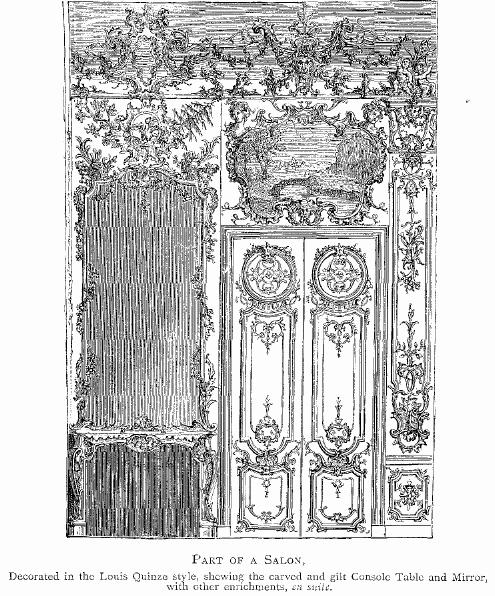
Przykład dekoracji ścian w stylu Ludwika XV

Jednak we wnętrzach nie stosowano już podziałów przy pomocy klasycznych porządków. Ściany dzielono przy pomocy linii falistych, panneaux i luster, stosowano sztukaterie, boazerie, plafony; barwy były delikatne i pastelowe. W ornamentyce dominował rocaille – motyw przypominający muszle, płomienie i grzebienie, swobodnie formowany, falisty i asymetryczny. Obok niego występowały kwiaty, girlandy, owoce, rośliny i motywy egzotyczne: tzw. chinoiserie (motywy chińskie), japonairie (japońskie) i singerie (motyw z małpami).
Główną część apartamentu stanowiły pokoje pani i pana domu, a zwłaszcza buduar, usytuowany między salonem a sypialnią. Służył pani domu jako miejsce pracy i bawialnia do przyjmowania gości. Buduary najczęściej były urządzone w podobny sposób – z boazeriami, plafonem, małymi obrazkami, lustrem i kominkiem. Meble – biurko, komoda, kanapka, stolik i krzesła – miały wygięte nogi, zdobione intarsją bądź inkrustacją i pastelowymi obiciami.
Także rokokowa architektura sakralna wypowiedziała się głównie we wnętrzach budowli; strona zewnętrza również pozostawała barokowa lub klasycyzująca. Liczba nowych kościołów była mniejsza niż w poprzedniej epoce, zwłaszcza we Francji. Do sztuki rokokowej zaliczane są zwłaszcza kościoły w Bawarii i Frankonii, jednak kwestia włączenia ich w poczet dzieł rokokowych jest niejasna i bywają zaliczane do baroku.

#### Francja
W Paryżu tych czasów pojawiło się wielu artystów cudzoziemskich. Jednym z nich był Gille-Marie Oppenort (1672–1742), który położył podwaliny pod nowy styl, zwany stylem Regencji, będący wstępem do rokoka. Artysta ten w znacznym stopniu zredukował podziały architektoniczne we wnętrzach, zastępując je podziałami ramowymi. Te panneaux wypełniał scenami figuralnymi. Taki sposób dekoracji zastosował w paryskim Palais-Royal (wnętrza niezachowane), stwarzając zarazem wzorzec i początek nowego stylu. W tym samym okresie działał Robert de Cotte (1656–1735), działający w podobnym kierunku. O upowszechnieniu tych tendencji zadecydował Juste-Aurèle Meissonnier (1695–1750), autor wzorników ornamentalnych, propagujących w całej Europie rokokową ornamentykę, opartą na motywach kapryśnych, giętkich i asymetrycznych, lekkich i drobnych. Wreszcie w dobie dojrzałego rokoka działał Germain Boffrand (1667–1754), tworzący budynki o monumentalizujących, zaczerpniętych ze stylu Ludwika XIV fasadach i typowo rokokowych, wytwornych wnętrzach. Jako architekt księcia Lotaryngii Stanisława Leszczyńskiego, w Nancy przy placu Stanisława (place Stanislas) wzniósł pałac, katedrę i gmachy państwowe o formach baroku klasycznego. W Paryżu zaprojektował wnętrza Hôtel Montmorency i Hôtel Soubise.

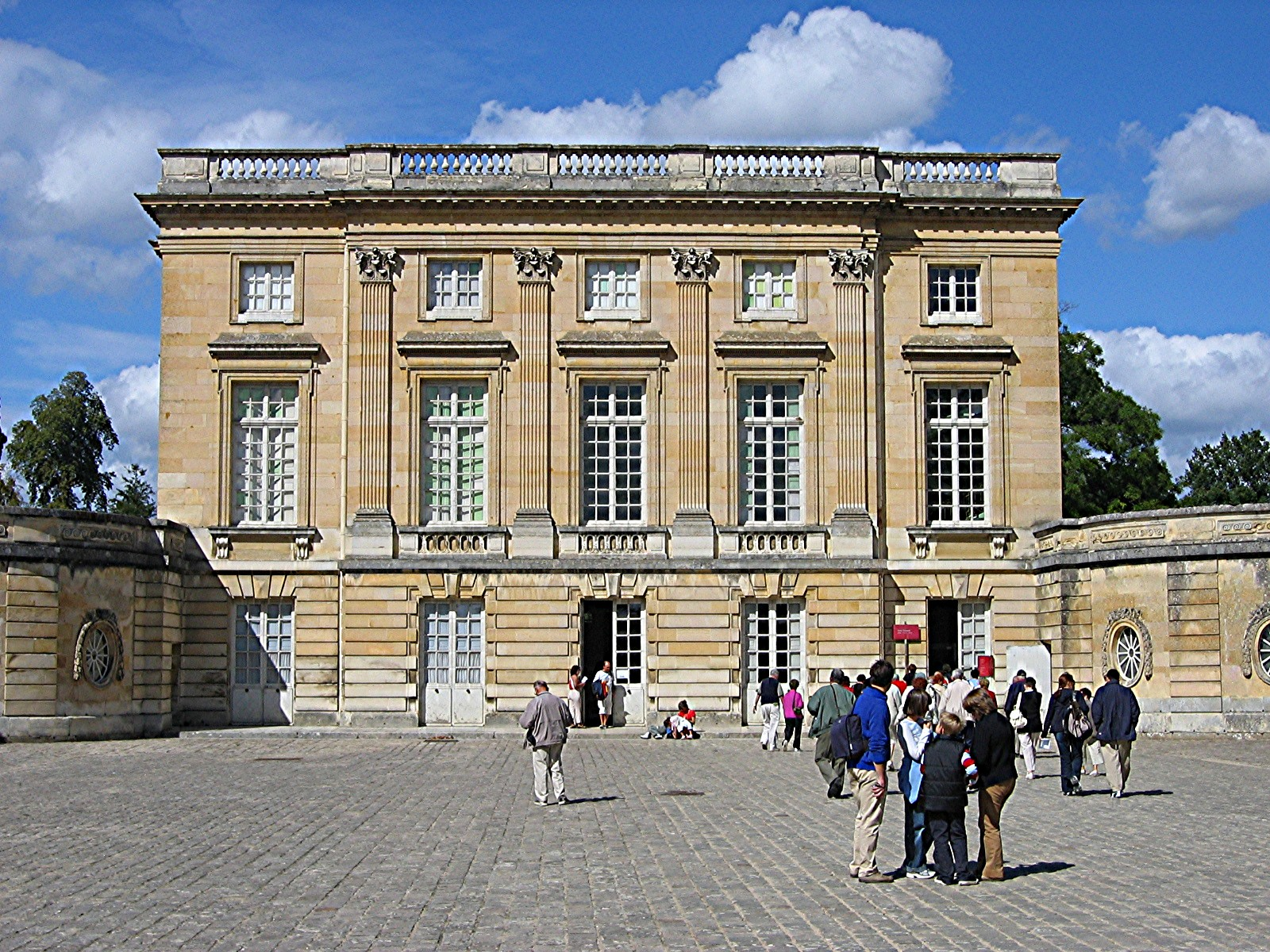
Petit Trianon – fasada od strony dziedzińca (Wersal, 1762–1764)

Jacques-Ange Gabriel (1699–1782) zaprojektował Place de la Concorde (Plac Zgody) w Paryżu oraz Petit Trianon (Mały Trianon) w parku wersalskim. Ta budowla została wzniesiona na polecenie Ludwika XV dla markizy de Pompadour w latach 1762–1764, jednak zmarła ona zanim zdążyła w niej zamieszkać. Wprowadziła się do niej jej następczyni, Madame du Barry; było to także ulubione miejsce królowej Marii Antoniny, żony Ludwika XVI. Jest to budynek wyraźnie klasycyzujący, na planie czworoboku, zwarty, powściągliwy, pozbawiony dekoracji rzeźbiarskiej. Posiada dwie fasady: od ogrodu i dziedzińca. Obie mają niewielki ryzalit środkowy, dzielony przy pomocy czterech kolumn korynckich (od ogrodu) i czterech pilastrów (od dziedzińca), wspierających belkowanie z balustradą.
Podkreślana była już kwestia klasycyzujących elewacji budowli; zjawisko to nasiliło się pod koniec rządów Ludwika XV i, co więcej, zaczęło obejmować także wnętrza. Druga połowa XVIII wieku to czas nasilonych badań nad starożytnością, co znalazło odbicie także w sztuce, klasycyzującej również pod wpływem znudzenia rokokowymi, wyszukanymi formami.

#### Kraje niemieckie

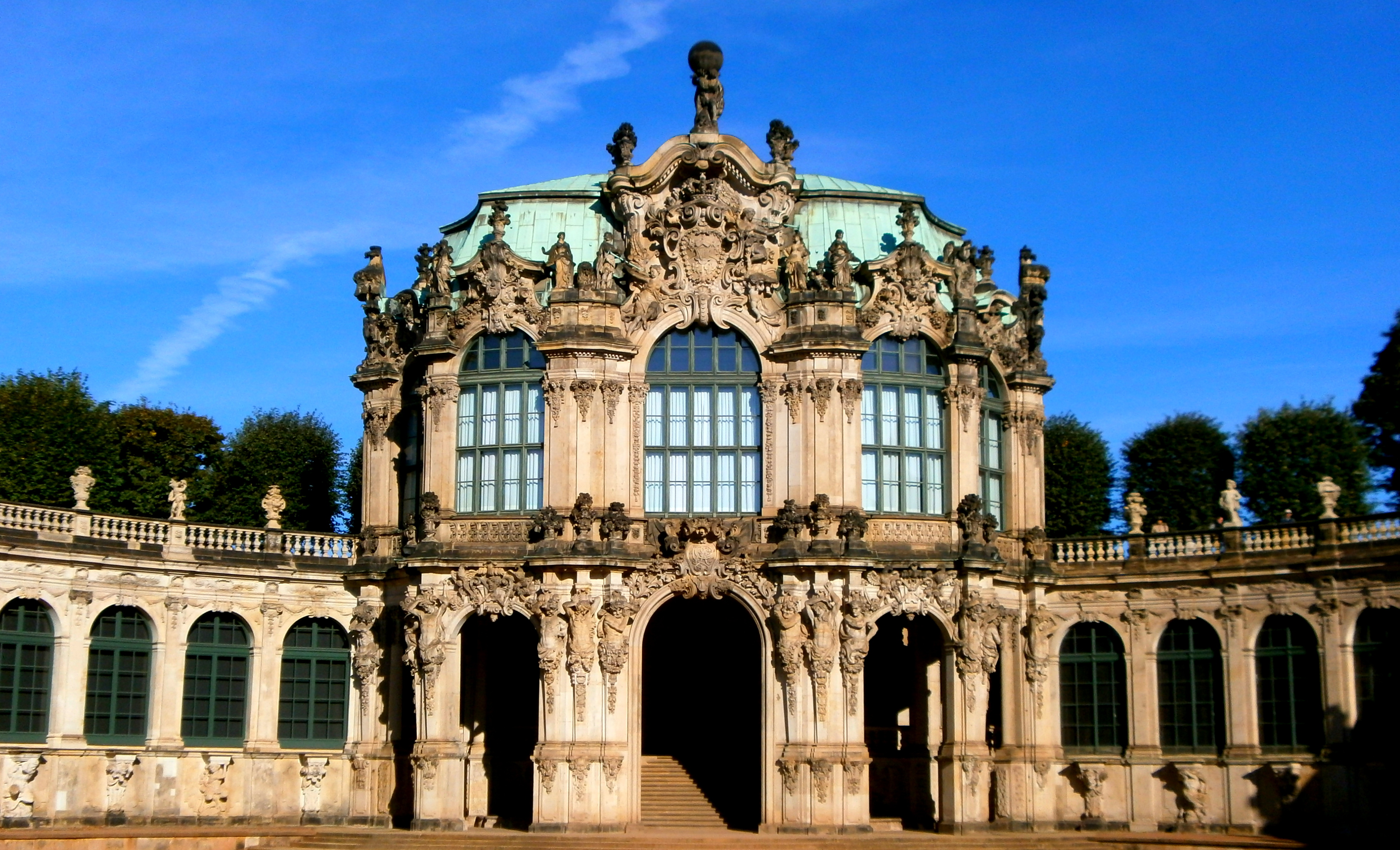
Zwinger, Drezno

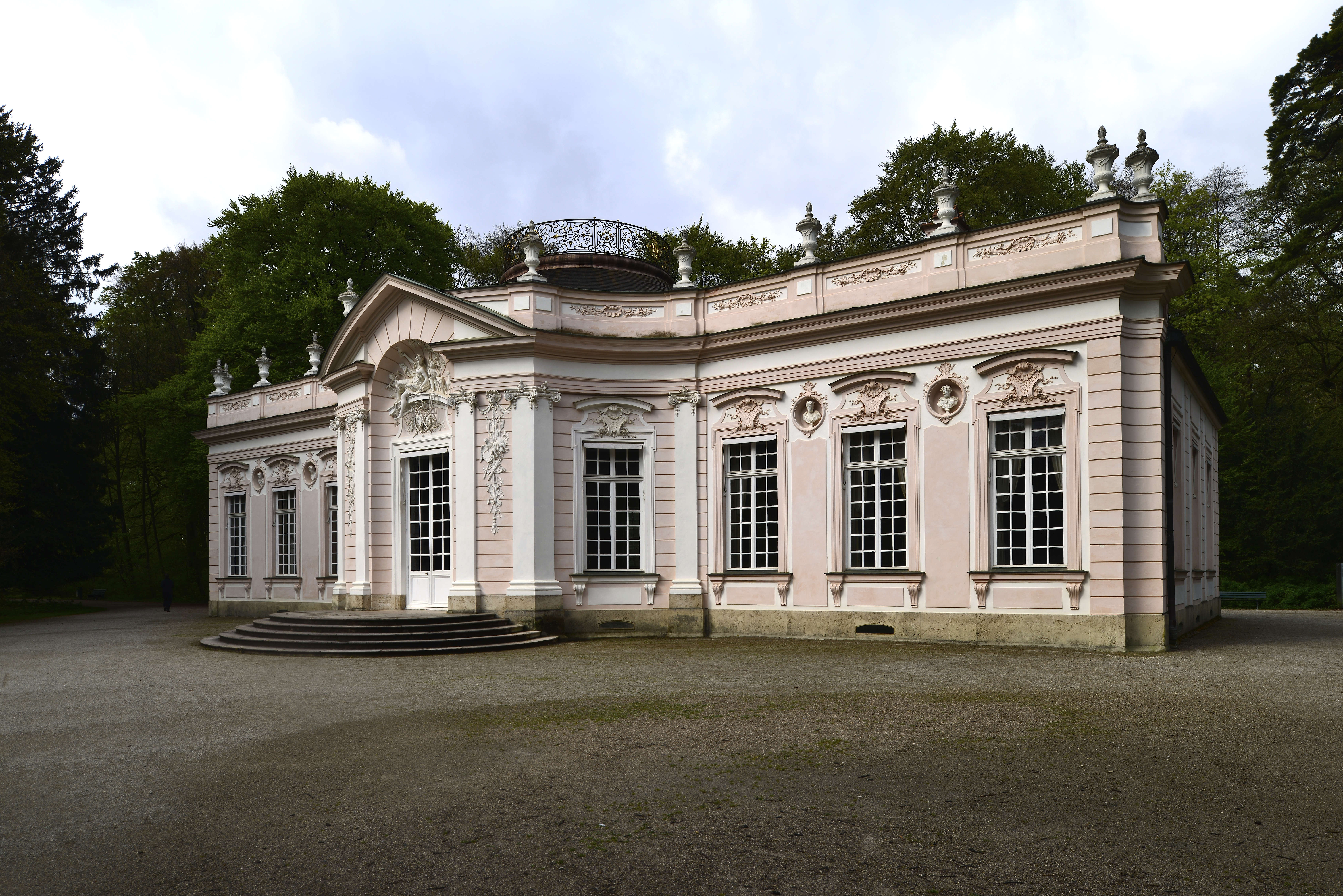
Amalienburg w parku Nymphenburg (1734)

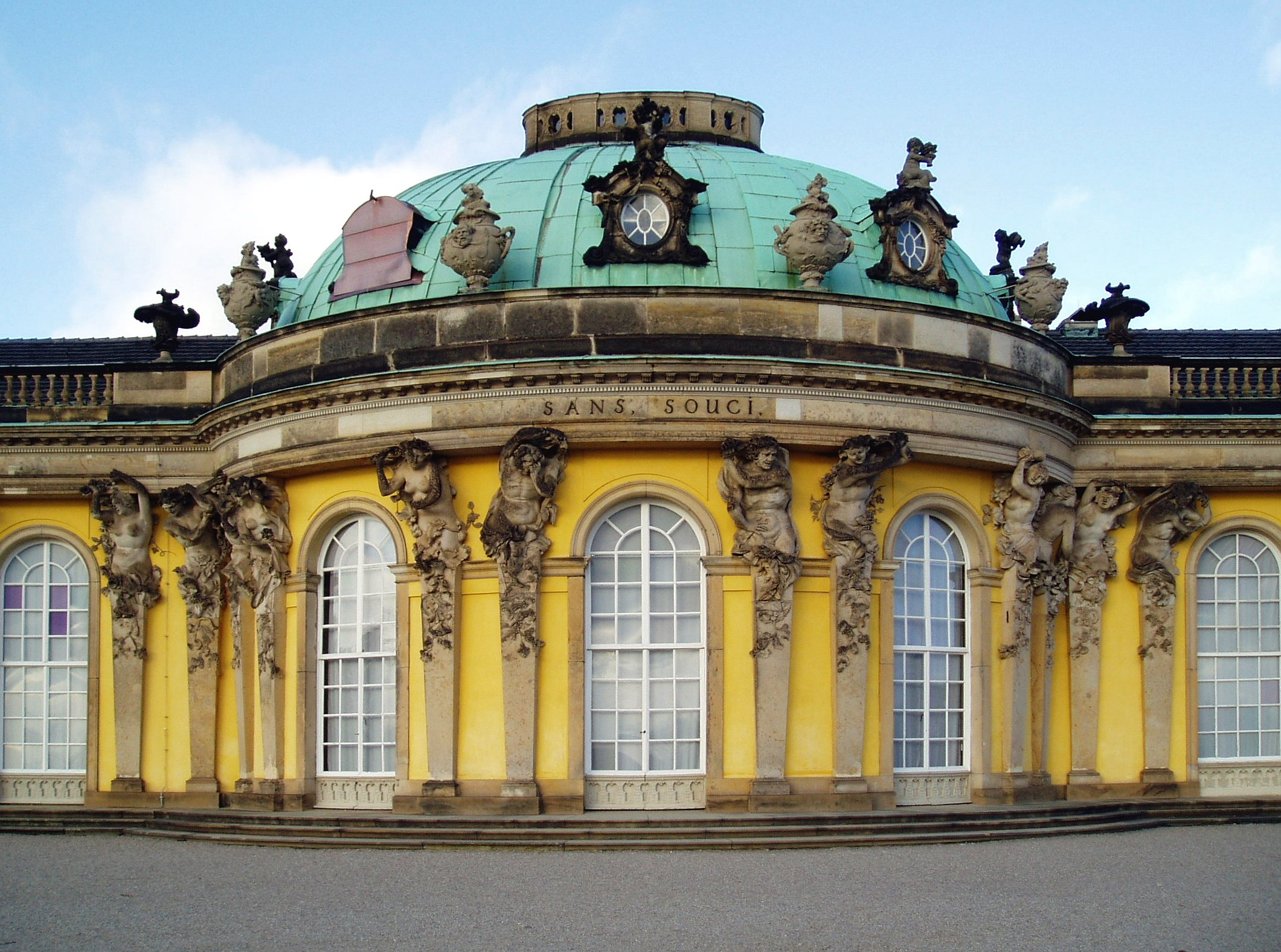
Sanssouci, Poczdam (1745–1747)

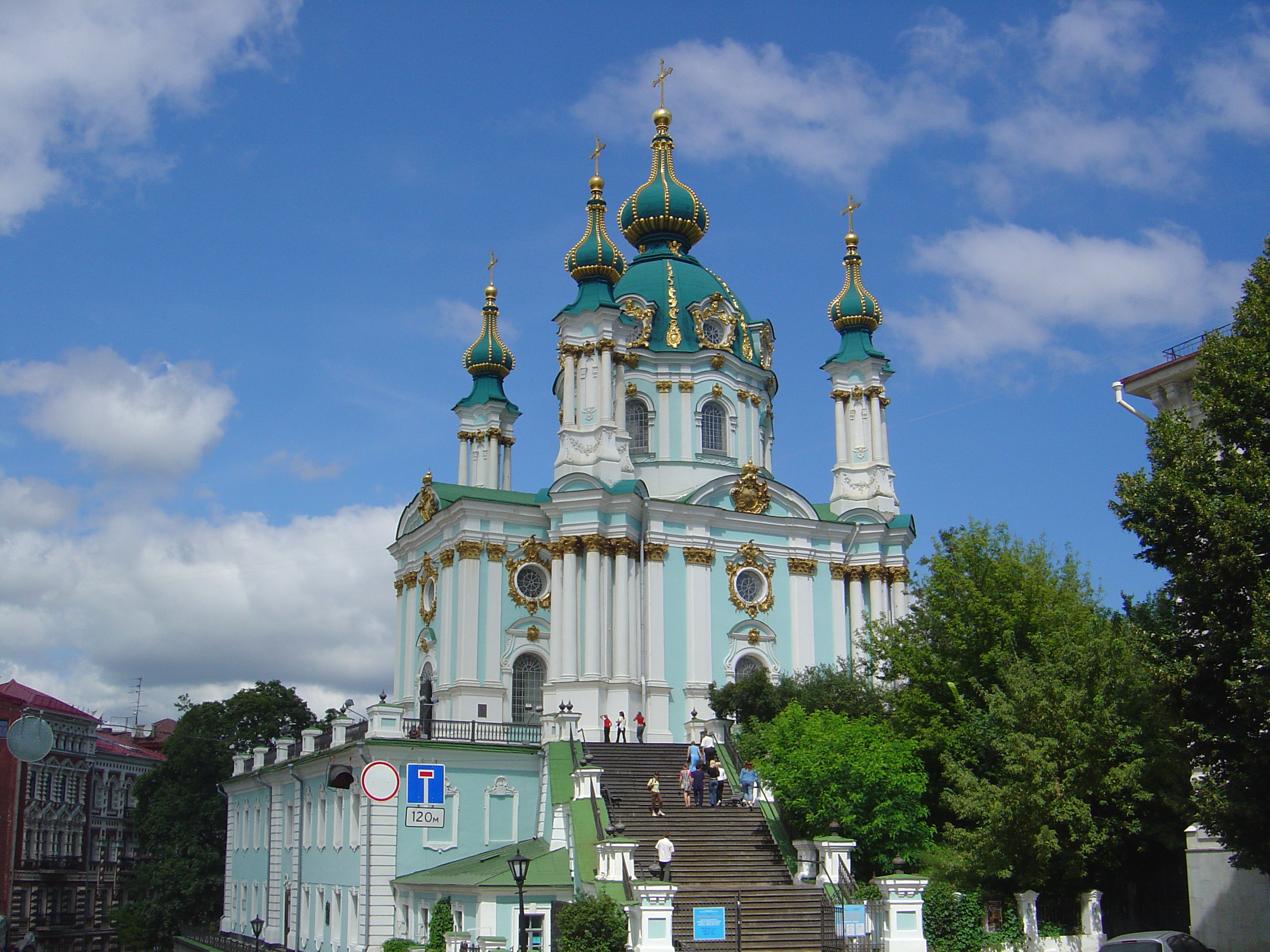
Cerkiew św. Andrzeja, Kijów (1747–1748)

W krajach niemieckich architektura rokokowa rozwinęła się bujnie.
W Saksonii zaraz na początku XVIII wieku, w latach 1711–1722, architekt Matthäus Daniel Pöppelmann (1662–1736) wzniósł pałac Zwinger (Drezno). Jest to założenie na planie zbliżonym do kwadratu, z dostawionymi do dwóch boków mniejszymi prostokątami zakończonymi półkoliście. Tak ukształtowany plac otaczają niskie galerie; jedynie od strony północnej w XIX wieku dostawiono nową budowlę. Galerie przeprute są dużymi oknami i bogato zdobione rzeźbiarsko. Choć Zwinger powszechnie zaliczany jest do dzieł rokokowych, wręcz podręcznikowych, to Adam Bochnak napisał o nim: Całość przez swoją lekkość bliska jest już rokoka, ale z uwagi na symetrie motywów dekoracyjnych nie można jej jeszcze w ścisłym tego słowa znaczeniu nazwać rokokową. Końcowa data robót Pöppelmanna przy Zwingerze, rok 1722, nieco zresztą wyprzedza pierwsze projekty Meissonniera, które styl ten zainicjowały.
Początki rokoka w Bawarii łączy się z Josephem Effnerem (1687–1745), a przede wszystkim z François de Cuvilliés (1695–1768), autorem przebudowy pałacu elektorskiego (Rezydencja) w Monachium. Cuvilliés wykonał wnętrza pałacu, a zwłaszcza tzw. Reiche Zimmer (1730–1733), pozbawione podziałów architektonicznych. Przy rezydencji wybudował także teatr (Residenztheater) z pełną przepychu dekoracją rokokową. Jeszcze z końcem XVII wieku zaczęła powstawać letnia rezydencja elektora zwana Nymphenburg, która stała się całym kompleksem parkowo-ogrodowym. Na jego terenie Cuvilliés wzniósł dla księżnej Marii Amalii pałacyk Amalienburg (1734). W jego centrum znajduje się owalna sala z kopułą, będącą od zewnątrz niewielkim tarasikiem. O ile strona zewnętrzna budynku jest dość skromna, o tyle wnętrza dekorowane są niezwykle bogato. Nawet kuchnia została ozdobiona – co prawda nie stiukami, ale fajansowymi kaflami z Holandii, malowanymi we wzory kwiatowe i chińskie.
Wśród architektów wznoszących w Bawarii kościoły na czoło wysunął się Dominikus Zimmermann (1685–1766), autor kościołów w Steinhausen an der Rottum (1727–1733), Günzburgu (1736–1739) i Wies (1746–1754). W Steinhausen i Wies zastosował plan oparty na elipsie, w Günzburgu – plan podłużny. Najważniejszym dziełem Zimmermanna i zarazem jednym z najistotniejszych dzieł architektury w Niemczech, jest kościół pielgrzymkowy w Wies. Z zewnątrz skromny, o dość ciężkiej bryle, z fantazyjnymi, nieregularnymi oknami. Do owalnej części głównej przylega wydłużone prezbiterium. Niezwykle obfita dekoracja, pokrywająca ściany, ołtarze, kapitele, ambony i inne elementy wnętrza, sprawiająca czasem wrażenie przesadnej sztukateria rocaille, „dematerializuje” formę architektoniczną. Niemal w tym samym czasie, bo trzy lata wcześniej, Balthasar Neumann (1687–1753) rozpoczął budowę kościoła w Vierzehnheiligen. Architekt posłużył się dość skomplikowanym planem, a silnie wertykalizującą fasadę ujął w dwie wieże.
Rządzący w Prusach Fryderyk II w miejsce dotychczasowej architektury palladiańskiej zaszczepił rokoko. Dla niego Georg Wenzeslaus von Knobelsdorff (1699–1753) wzniósł w latach 1745–1747 pałac Sanssouci w Poczdamie – parterową budowlę o elewacjach dzielonych pilastrami przechodzącymi w atlanty i oknami sięgającymi podłogi. W centralnej części usytuowano okrągły salon ze spłaszczoną kopułą. Dekoracja wnętrz jest zróżnicowana, od klasycyzującej po rokokową. Tę ostatnią reprezentują: Pokój Woltera, Pokój Koncertowy i Biblioteka. Równocześnie na terenie posiadłości wzniesiono tzw. Neue Kammern, pierwotnie oranżerię oraz pawilon chiński na planie koła, zdobiony z zewnątrz figurami Chińczyków i kolumnami imitującymi palmy. Pawilon został wybudowany według projektu Johanna Gottfrieda Büringa w latach 1754–1757.

#### Rosja
Do Rosji rokoko w architekturze świeckiej wprowadził Bartolomeo Rastrelli (1700–1771); w architekturze sakralnej nurt ten pojawił się już wcześniej – w 1720 podjęto budowę klasztoru i cerkwi Aleksandra Newskiego według projektu Teodora Schwertfegera. Z niewyjaśnionych przyczyn rozebrano je już w 1755 roku i o ich wyglądzie świadczy jedynie zachowany do dziś model zabudowań, zgodnie z którym fasada świątyni pozbawiona jest zupełnie typowych elementów cerkiewnych. Niewykluczone więc, że właśnie to wpłynęło na decyzję o zburzeniu. Większość dzieł Rastrellego została zniszczona lub przebudowana. 
Ukraina
W Ukrainie znajduje się jedyne zachowane dzieło, wcześniej wspomnianego Bartlomeo Rastrelli, świątynia, którą jest cerkiew św. Andrzeja w Kijowie z lat 1747–1748, łączącą elementy bizantyńskie i barokowe z rokokowymi wieżyczkami.

#### Polska

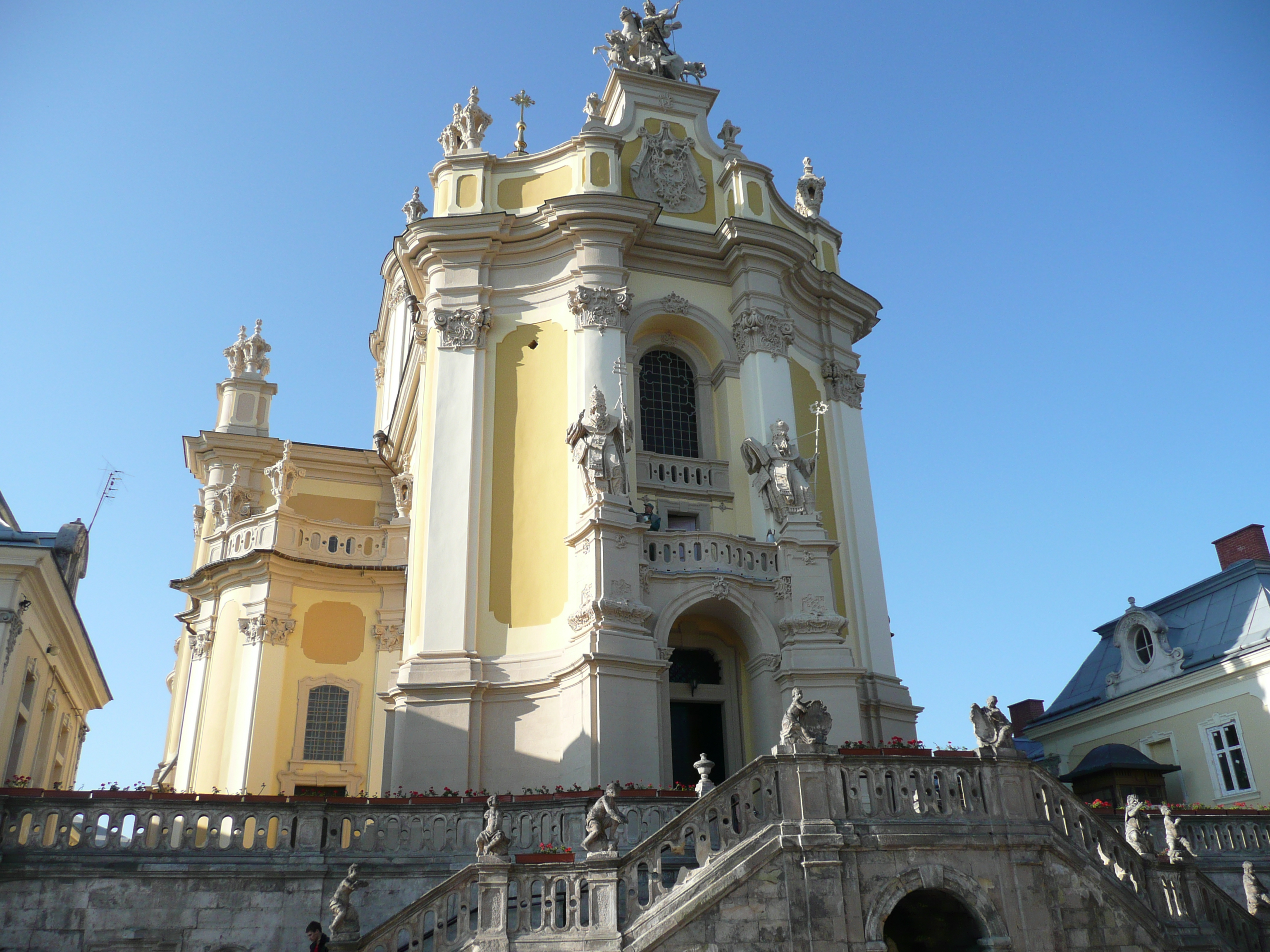
Katedra św. Jury we Lwowie

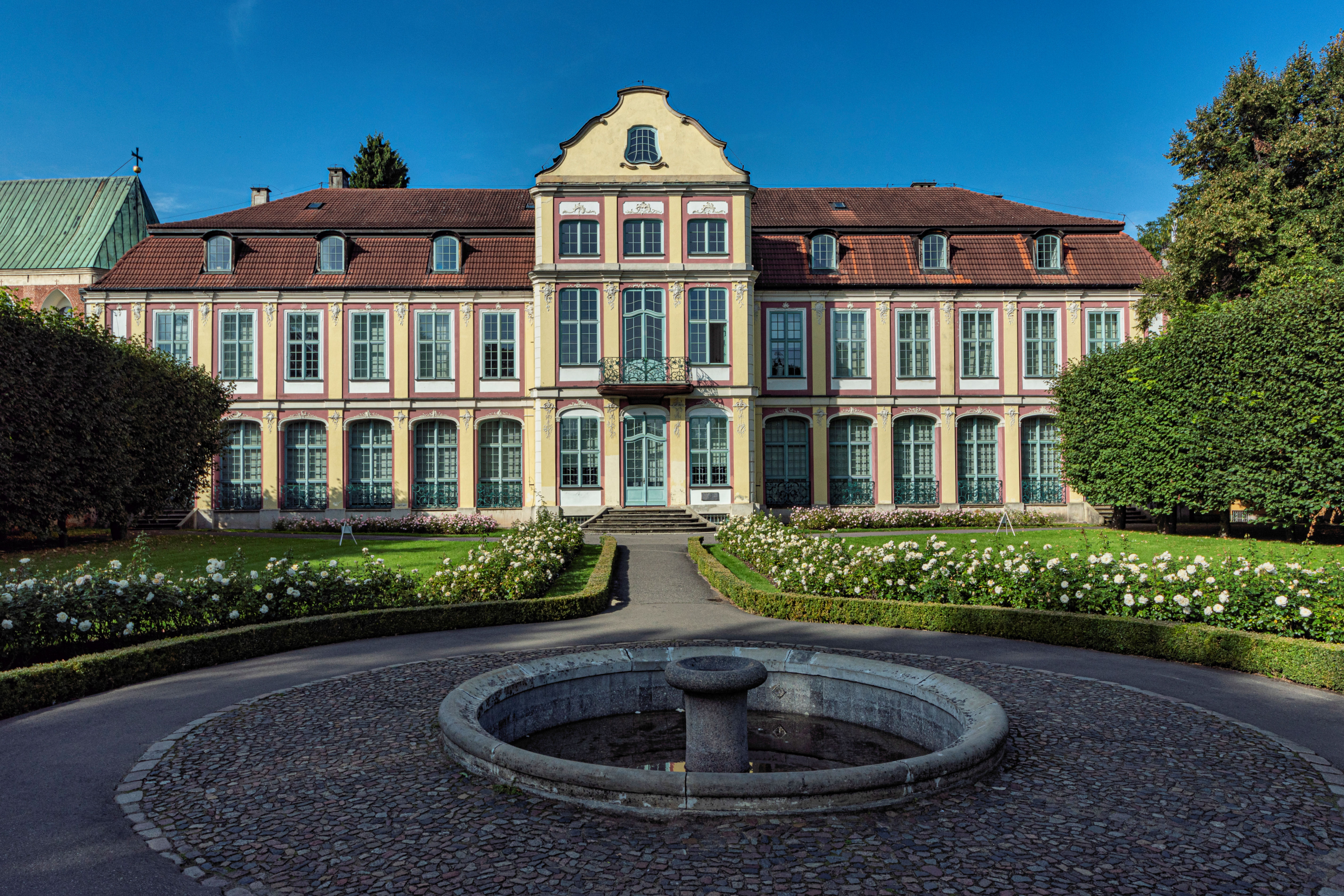
Pałac Opatów w Gdańsku Oliwie

Po okresie wyniszczającej państwo wojnie domowej nastał czas stabilizacji politycznej i gospodarczej, w związku z czym zaczęto większą rolę zwracać na nową sztukę. Za pierwszy przejaw rokoko w Rzeczypospolitej należy uznać zamówienie między rokiem 1732 a 1735 przez Zofię Sieniawską i jej męża Augusta Czartoryskiego u Juste-Aurèle Meissonniera wykonanie dekoracji, plafonu, boazerii, supraportów i mebli do Złotego Salonu w swoim Pałacu w Puławach (zachowane fragmenty są w muzeum w Jędrzejowie). Drugie rokokowe wnętrze zamówił także u Meissonniera marszałek Franciszek Bieliński i umieścił w swoim pałacu w Warszawie. Wkrótce dekoracje rokokowe zaczęto wykorzystywać w architekturze. W 1737 roku w Wilnie wybuchł pożar, który zniszczył część miasta, w związku z czym zaczęto wkrótce odbudowę. Jednym z najważniejszych architektów był Jan Krzysztof Glaubitz (ok. 1700–1767), z pochodzenia Ślązak, który w Wilnie wzniósł kościół św. Katarzyny, stanowiący dzieło przejściowe między barokiem a rokoko. Kolejne jego dzieło to fasada kościoła Misjonarzy z lat 1752–1754 oraz brama klasztoru Bazylianów. Prawdopodobnie jego autorstwa był także kościół Bazylianów w Berezweczu, o falistej fasadzie, tworzącej bogate efekty światłocieniowe. 
Z nurtem rokokowym można też wiązać prace Franciszka Placidiego.
Architekturę rokokową w Polsce tego okresu reprezentują też:
- Kościół Dominikanów we Lwowie (Jan de Witte)
- Sobór św. Jury we Lwowie (Bernard Meretyn)
- Pałac Opatów w Oliwie
- Ratusz w Buczaczu (Bernard Meretyn)
- Pałac Brühla w Warszawie (przebudowa 1754–1759 Joachim Daniel Jauch i Johann Friedrich Knöbell; zburzony w 1944 r.).
- zwieńczenie fasady Kościoła Wizytek w Warszawie
- Kamienica Prażmowskich w Warszawie po 1754 r. (Jakub Fontana)
- Kościół św. Jerzego oo. Karmelitów Trzewiczkowych w Wilnie
- Pałac w Krystynopolu z ok. 1756 r. (Ricaud de Tirregaille)
- Pałac biskupi w Ciążeniu
- Kościół Bazylianów w Berezweczu
- Fasada kościoła Pijarów w Krakowie (1759–1761)
- Kościół św. Szczepana Diakona w Mnichowie (1765–1770), prawdopodobnie jedyny ocalały w Europie kościół drewniany z wystrojem rokokowym.
- Oranżeria przy pałacu w Radzyniu Podlaskim

### Malarstwo

Antoine Watteau, Odjazd na Cyterę (Berlin, ok. 1718)

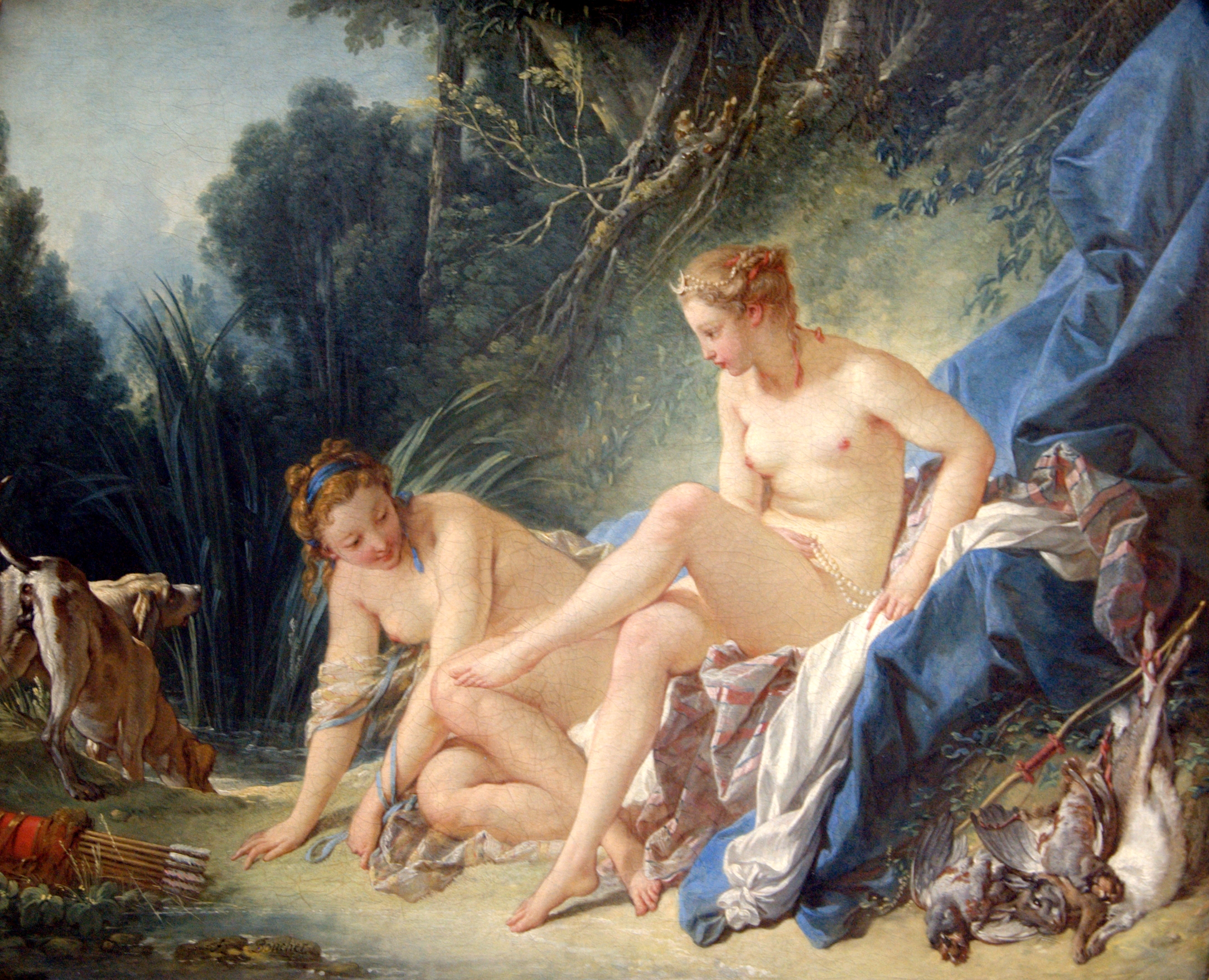
François Boucher, Toaleta Diany (Luwr, 1742)

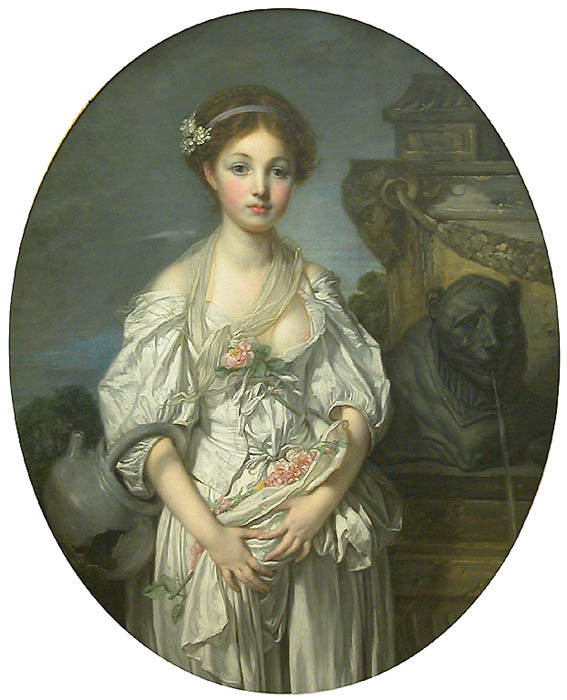
Jean-Baptiste Greuze, Rozbity dzbanek, 3. ćwierć XVIII wieku, Luwr

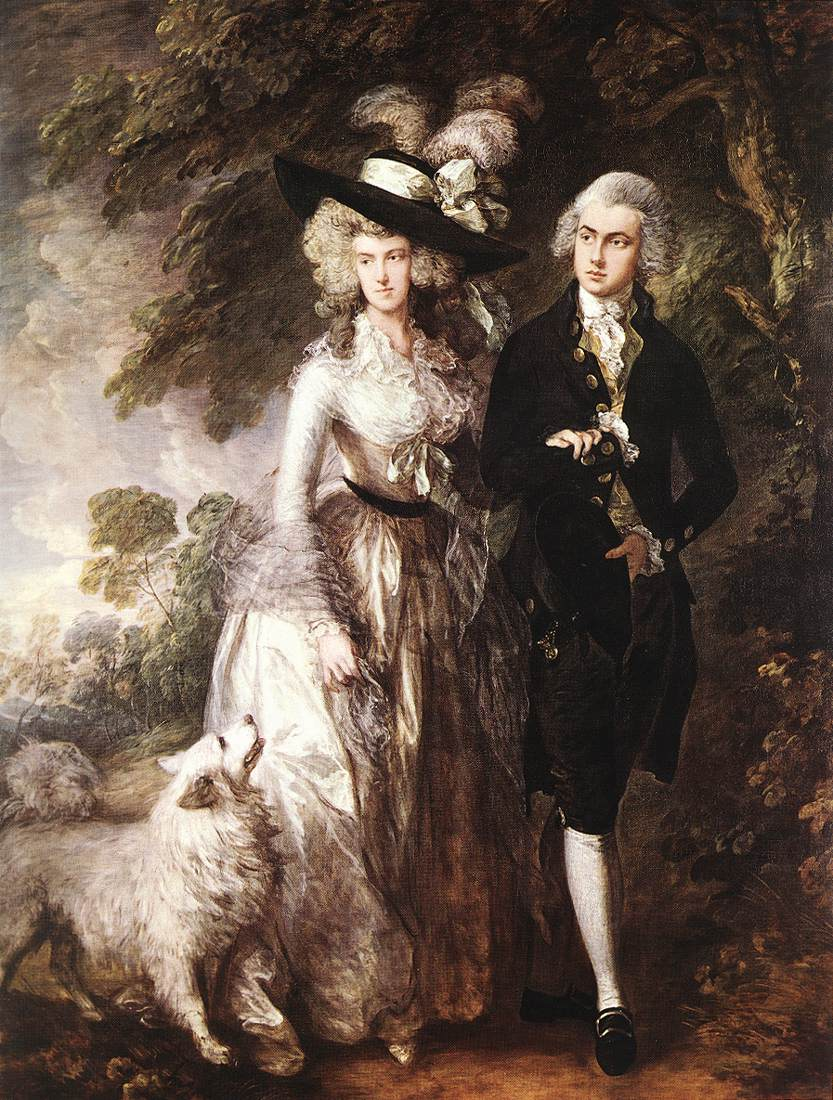
Thomas Gainsborough, Mr i Mrs William Hallett (Poranny spacer; National Gallery, Londyn, 1785)

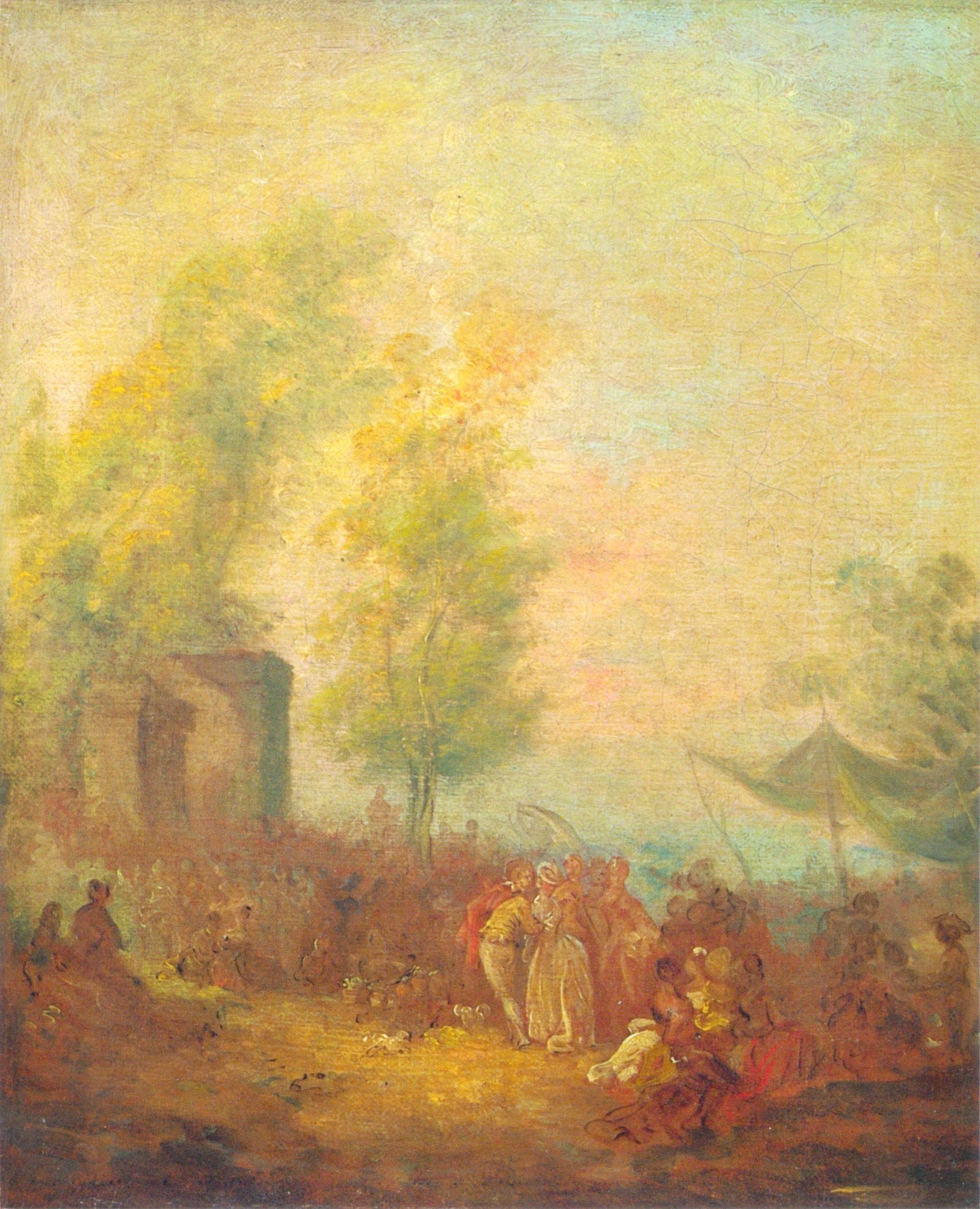
Jan Piotr Norblin, Fête galante (Galeria Sztuki we Lwowie, ok. 1785)

W malarstwie pojawiła się stylistyka zupełnie inna od barokowej. Zmieniła się tematyka, technika, barwy, format. Obrazy były malowane lekko i finezyjnie; kolorystyka jest jasna. Nadal powstawały obrazy mitologiczne, ale najczęściej zamiast Zeusa, Hery i Ateny, pojawiali się bogowie miłości: Afrodyta i Eros oraz Dionizos. Dominowała jednak tematyka związana z zabawami i wydarzeniami towarzyskimi na łonie natury, z bohaterami w strojach dworskich (tzw. fête galante), bądź pasterskich (tzw. fête champêtre). Malowano także maskarady, widowiska teatralne, sceny z commedia dell'arte i przedstawienia o podtekstach erotycznych. Popularnością cieszył się portret, różny od barokowego, zdominowany przez wizerunki kobiet. Był bardziej intymny, często niewielkich rozmiarów i wykonywany m.in. pastelami.

#### Francja
Wiek XVIII w malarstwie francuskim otworzył Antoine Watteau (1684–1721), tworzący głównie sceny parkowe, takie jak jedno z głównych dzieł w jego dorobku: Odjazd na Cyterę (znany w dwóch wersjach – jedna obecnie jest w Luwrze, druga w Berlinie). Ukazuje on wyjazd na wyspę miłości. Pary, czasem z pewnym ociąganiem, wsiadają do łodzi, które mają je tam zawieźć. Otacza ich typowa dla tego malarza roślinność: wysokie, czasem lekko zbrązowiałe, swobodnie rosnące drzewa, tak różne od wówczas obowiązujących geometrycznych ogrodów, a przypominające popularne za jakiś czas ogrody angielskie. Mimo pozornej beztroski i idylli, z obrazów Watteau przebija nastrój melancholii i zadumy. Nostalgiczny jest choćby bohater płótna Gilles, jeden z wielu aktorów, jakich przedstawił Watteau.
Styl Watteau naśladowali liczni artyście, m.in. jego uczeń Jean-Baptiste Pater (1696–1736). Zyskał on popularność właśnie dzięki kontynuowaniu maniery mistrza w licznych, niewielkich obrazkach ukazujących fête galante. Podobnie malował Nicolas Lancret (1690–1743), obrazujący życie wyższych sfer w scenach zabaw, tańców (malował m.in. słynna wówczas balerinę Camargo) i śniadań po polowaniu.
Za malarza najbardziej typowego, symbol rokoka, uważany jest François Boucher (1703–1770), młodszy o pokolenie od Watteau. Choć podejmowali podobne tematy, to w różny sposób. Boucher malował mniej malarsko, a bardziej linearnie. U Watteau wrodzona wytworność, u Bouchera wyuczona elegancja. U Watteau swoboda układu, U Bouchera schemat kompozycyjny. Watteau jest pełen wdzięku, Boucher tylko – szykowny. Stosunek tych dwóch obrazów do siebie jest podobny jak żywego kwiatu do kwiatu kunsztownie i zgrabnie sformowanego z bibułki i drutu. Boucher tworzył dzieła typowo salonowe, dostarczające satysfakcji publiczności i autorowi, pełne wirtuozerii, ale i prostsze w odbiorze od obrazów Watteau. Jako malarz markizy de Pompadour, szybko zyskał popularność i zaszczyty (dyrektor Królewskiej Akademii, malarz nadworny). Jego obrazy przesycone były zmysłowością, frywolnością, a nawet erotyką. Pod płaszczem scen mitologicznych ukazywał współczesnych sobie bohaterów – np. roznegliżowane damy jako Wenus, Kalisto albo Diana. Właśnie kobiety były najczęściej przedstawiane przez Bouchera, także w licznych portretach. Był artystą wszechstronnym, uprawiającym malarstwo olejne, pastelowe i grafikę; urządzał uroczystości dworskie i przedstawienia teatralne, wykonywał dekoracje, wzory dla rzeźbiarzy i złotników, projektował różnorodne przedmioty.
O ile Watteau reprezentował pierwszą fazę rokoka, Boucher dojrzałą, to Jean-Honoré Fragonard (1732–1806) należał już do fazy schyłkowej. Pozostał malarzem rokokowym nawet mimo rodzącego się za jego czasów klasycyzmu. Uczeń Bouchera, podejmował podobne tematy. W jego dziełach nasiliła się atmosfera erotyzmu, występująca często w scenach niby niedyskretnie podglądniętych (np. Szczęśliwi kochankowie z obejmującą się, nagą parą, La chemise enlevée (Zdjęta koszula) z Amorem ściągającym strój Wenus czy Dziewczynka igrająca z pieskiem, w którym naga dziewczynka bawi się ze swoim psem). Także w jednym z jego najbardziej znanych dzieł, Huśtawce, obecna jest ta frywolność (wszak dzięki huśtawce młodzieniec może zajrzeć pod suknię młodej dziewczyny). Obraz jest niezwykle lekki, wdzięczny, ukazujący przelotną chwilę.
Inny od wymienionych tu trzech malarzy charakter miała twórczość Jeana Chardina (1699–1779), tworzącego dzieła o tematyce charakterystycznej bardziej dla Holandii niż Francji: martwe natury i sceny z życia mieszczan. W epoce zewnętrznej, rzec można powierzchownej, na elegancję obliczonej, dekoracyjnej sztuki rokoka jest Chardin samotnym realistą, apostołem prawdy. Ta prostota objawiała się w przedstawieniach zwykłych wydarzeń: matka podająca dzieciom posiłek, gospodyni wracająca z zakupów, praczka, uczące się dziecko.
Pojawia się z czasem i prąd moralizatorski. Jak i poprzedzające rokoko epoki, tak i ono kończy się swego rodzaju rachunkiem sumienia i nawoływaniami Rousseau o zmianę zepsutego życia i wzorowanie się na mieszczaństwie i ludzie. To właśnie te niższe warstwy stały się głównym bohaterem moralizatorskich dzieł Jean-Baptiste’a Greuze’a (1725–1805), takich jak Rozbity dzbanek, Zaślubiny na wsi czy Ojciec czytający dzieciom Biblię. Dzieła te, choć popularne w epoce (w przeciwieństwie do Chardina), tak jak obrazy Bouchera (a nie Watteau), wydają się być sztuczne, przesadnie łzawe, sentymentalne i sztuczne.

#### Wielka Brytania
Rokoko zaznaczyło swoją obecność także w malarstwie angielskim, zwłaszcza portretowym. Jednym z dwóch najważniejszych reprezentantów tego gatunku był Joshua Reynolds (1723–1792). Wszechstronnie wykształcony, w sposób systematyczny oddawał się swojemu zajęciu, tworząc rozliczne wizerunki wyższych sfer. Tę sama tematykę podejmował Thomas Gainsborough (1727–1788), ale nieco inaczej. Zamiast gruntownych studiów nad dawnymi mistrzami, jak Reynolds, Gainsborough studiował naturę. Zamiast starannego wykańczania obrazów, podobnie do Reynoldsa, wolał posługiwać się lekkimi dotknięciami pędzla, pozostawiającymi wrażenie pewnej szkicowości.
Zgoła inaczej przedstawia się dorobek Williama Hogartha (1697–1764), w którym autor szydził z rokokowego stylu życia i upadku moralności. Nie malował dla rozrywki arystokracji, ale ku pouczeniu mieszczaństwa. W cyklach Życie ulicznicy, Dzieje młodego rozpustnika i Modne małżeństwo ośmieszał rozwiązłość, pijaństwo i inne wady. W składającym się z sześciu obrazów Modnym małżeństwie ukazał losy pewnego małżeństwa, rozpoczynające się Kontraktem małżeńskim, w którym młoda para siedzi obok siebie wyraźnie niezainteresowana tym wydarzeniem. Kolejny obraz to Śniadanie przedstawiający małżonków zmęczonych po niespokojnej nocy. Pies wyciąga panu domu z kieszeni czepek, w pokoju panuje nieład, a duchowny wychodzi oburzony. Dalej następuje Wizyta u szarlatana, zajmującego się leczeniem chorób wenerycznych, a na kolejnych trzech obrazach zabójstwo pana przez kochanka jego żony oraz jej samobójstwo.

#### Włochy
We Włoszech elementy sztuki rokokowej można odnaleźć w malarstwie pejzażowym. Francesco Guardi (1712–1793) malował początkowo rokokowe bale i koncerty, ale ostatecznie zdecydował się na weduty, zwłaszcza weneckie. W późniejszej twórczości skłaniał się coraz silniej ku nastrojowości i odejściu od ściśle fotograficznego odtwarzania wyglądu miasta. Pejzaże sentymentalne tworzyli Marco Ricci (1676–1729) i Alessandro Magnasco (1667–1749).

#### Polska
Malarstwo rokokowe, obecne w Polsce od czasów Augusta Mocnego, tworzyli głównie obcy przybysze, podczas gdy artyści miejscowi pozostali w nurcie późnego baroku lub skłaniali się ku klasycyzmowi Marcella Bacciarellego. Swoją obecność w Polsce zaznaczył przede wszystkim Jean Pierre (Jan Piotr) Norblin (1745–1830), sprowadzony w 1774 roku przez Czartoryskich. Obok fête galante w stylu Watteau, Norblin tworzył liczne rysunki i obrazy dokumentujące bieżące wydarzenia w kraju, różne typy ludzkie i sceny rodzajowe. W Polsce przebywali także: Giovanni Battista Lampi (1751–1830), autor portretów i Giuseppe Grassi (1758–1838). Spośród polskich artystów w niektórych dziełach wykazywali związki z malarstwem rokokowym Kazimierz Wojniakowski (1771–1812), Jan Bogumił Plersch (np. teatr w Pomarańczarni), Walenty Żebrowski oraz brat Paschalis Wołos.

### Rzeźba
Rzeźba dość późno poddała się wpływom rokoka. Tworzono głównie rzeźby niewielkich rozmiarów, kamienne lub drewniane, także z porcelany (o tym niżej, w rozdziale o rzemiośle artystycznym). Charakteryzowały się one silną dynamiką i elegancją.

#### Francja

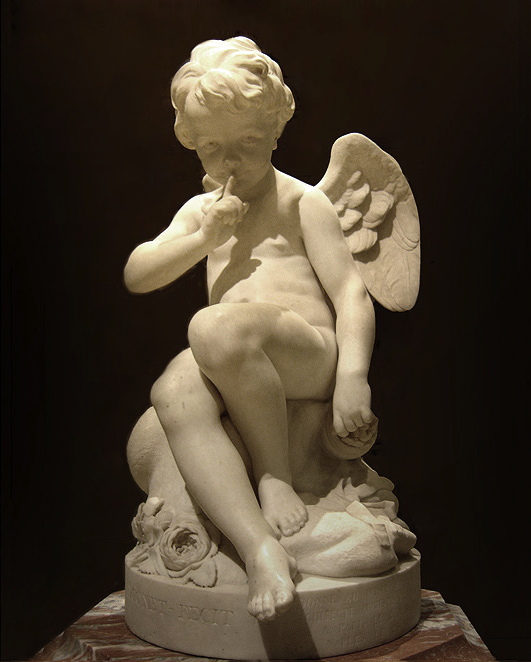
Étienne Maurice Falconet, Amour menaçant, Luwr

We Francji ten styl zaznaczył się dopiero w drugim trzydziestoleciu; nawet mimo tego popularności nie tracił klasycyzm. Rokoko obecne było przede wszystkim w rzeźbie świeckiej, służącej dekoracji wnętrz, rzadziej ogrodów. Po śmierci Le Bruna w 1690 rzeźbiarze uwolnieni od jego dyktatorskiej woli zaczęli tworzyć w dotąd zabronionym nurcie berninizmu, charakteryzującym się wyraźną ekspresją. Pewnych oznak rokoka dopatruje się w twórczości Guillaume’a Coustou (1677–1746), autora posągu Marii Leszczyńskiej jako Junony. Jego uczniem był Edmé Bouchardon (1698–1762), którego Amor wycinający łuk z maczugi Herkulesa (1750), mimo rokokowego tematu, otrzymał klasycyzującą formę. Jean-Baptiste Pigalle, skłaniający się w późniejszej fazie swojej twórczości ku klasycyzmowi, na początku tworzył w stylu rokoka niemal zupełnie pozbawionym nalotów baroku (Wenus, Merkury, popiersie madame de Pompadour). Étienne Maurice Falconet (1716–1791) z jednej strony tworzył marmurowe grupy rzeźbiarskie, a z drugiej małe figurki porcelanowe (przez prawie 30 lat kierował manufakturą porcelany w Sèvres), charakteryzujące się lekkością, wdziękiem i wysmukłymi proporcjami. Równocześnie był autorem barokowego w charakterze pomnika Piotra I w Sankt Petersburgu, tzw. Miedzianego Jeźdźca (1777), przedstawiającego cara zasiadającego na wspiętym koniu na skale. Także powszechnie zaliczany do nurtu rokoka Jean-Antoine Houdon (1741–1828) przynależał do niego tylko po części, już w młodości tworząc dzieła klasycyzujące. Jego seria popiersi zapowiada już raczej XIX-wieczny realizm.

#### Kraje niemieckie

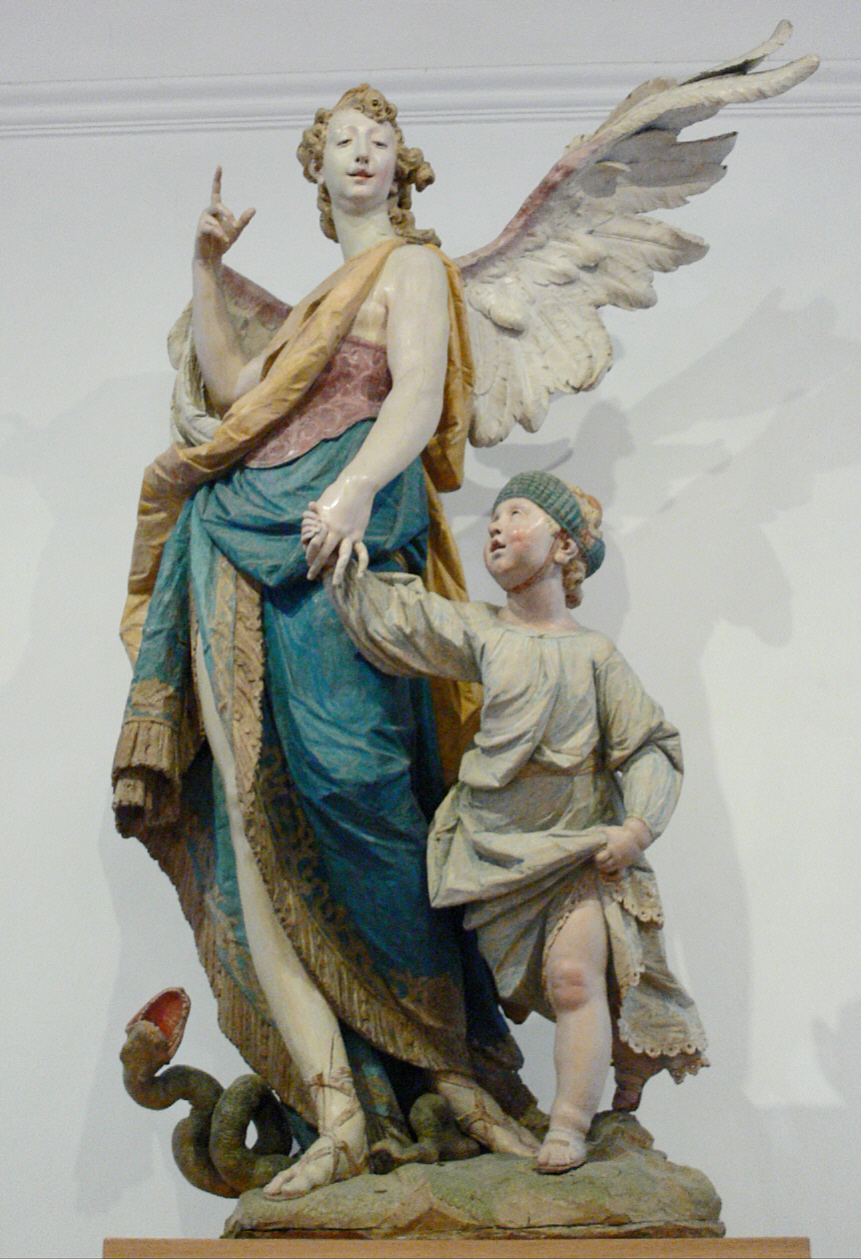
Ignaz Günther, Anioł stróż, Bürgersaal, Monachium

W przeciwieństwie do Francji, gdzie dominowała rzeźba świecka, w niemieckich krajach katolickich dominowała rzeźba sakralna. W 1. połowie XVIII wieku na czoło twórczości w krajach habsburskich wysunął się Georg Raphael Donner (1693–1741), łączący w swoich dziełach elementy barokowe, rokokowe i klasyczne. Autor posągu konnego ze św. Marcinem, fontanny z alegorią Dunaju czy Opłakiwania Chrystusa, wywarł duży wpływ na XVIII-wieczną rzeźbę niemiecką. Zjawiskiem charakterystycznym dla środowiska niemieckiego był swoisty nawrót do form późnego gotyku, widoczny m.in. u Paula Egella (1691–1752). Jego grupa postaci z ołtarza w katedrze w Hildesheim jest niemal po gotycku ciosana. Podobne cechy, ale w wydaniu bardziej „zrokokizowanym”, prezentuje twórczość Ignaza Günthera (1725–1775). Około 1762 wyrzeźbił posągi do kościoła w Rott am Inn – wysmukłe postacie w ciężkich szatach. Dla kościoła św. Piotra i Pawła w Weyarn stworzył grupę Zwiastowania, z drewna, polichromowaną (1764). Młodszy z braci Asamów, Egid Quirin (1692–1750) zajmował się głównie rzeźbą i sztukatorstwem. Jako przedstawiciel baroku, do swoich dzieł wprowadzał pewne elementy rokokowe, co widać choćby w posągach aniołów z kościoła w Osterhofen (1732).
W zakresie rzeźby świeckiej na południu Niemiec działał Ferdinand Tietz (Dietz) (ok. 1708-ok. 1780). Jego Porwanie Prozerpiny, choć oparte na pomyśle Berniniego, to ma typowo rokokowy taneczny wdzięk i elegancję. Głównym rokokowym rzeźbiarzem Saksonii był Gotfried Knöffler (1713–1779), autor niezachowanych rzeźb z belwederu w Dreźnie i fontann.

#### Polska

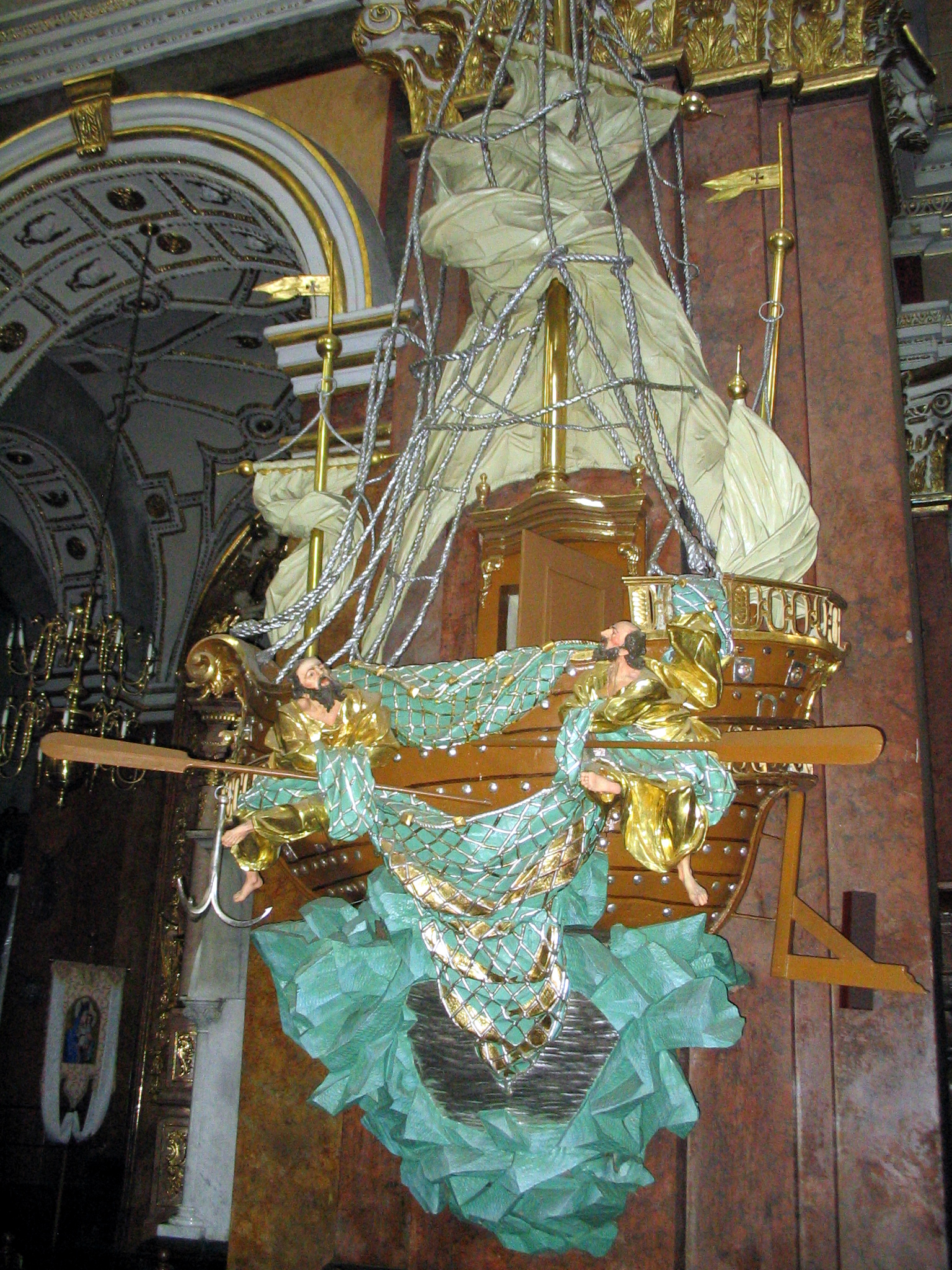
Ambona w kościele Karmelitów w Przemyślu

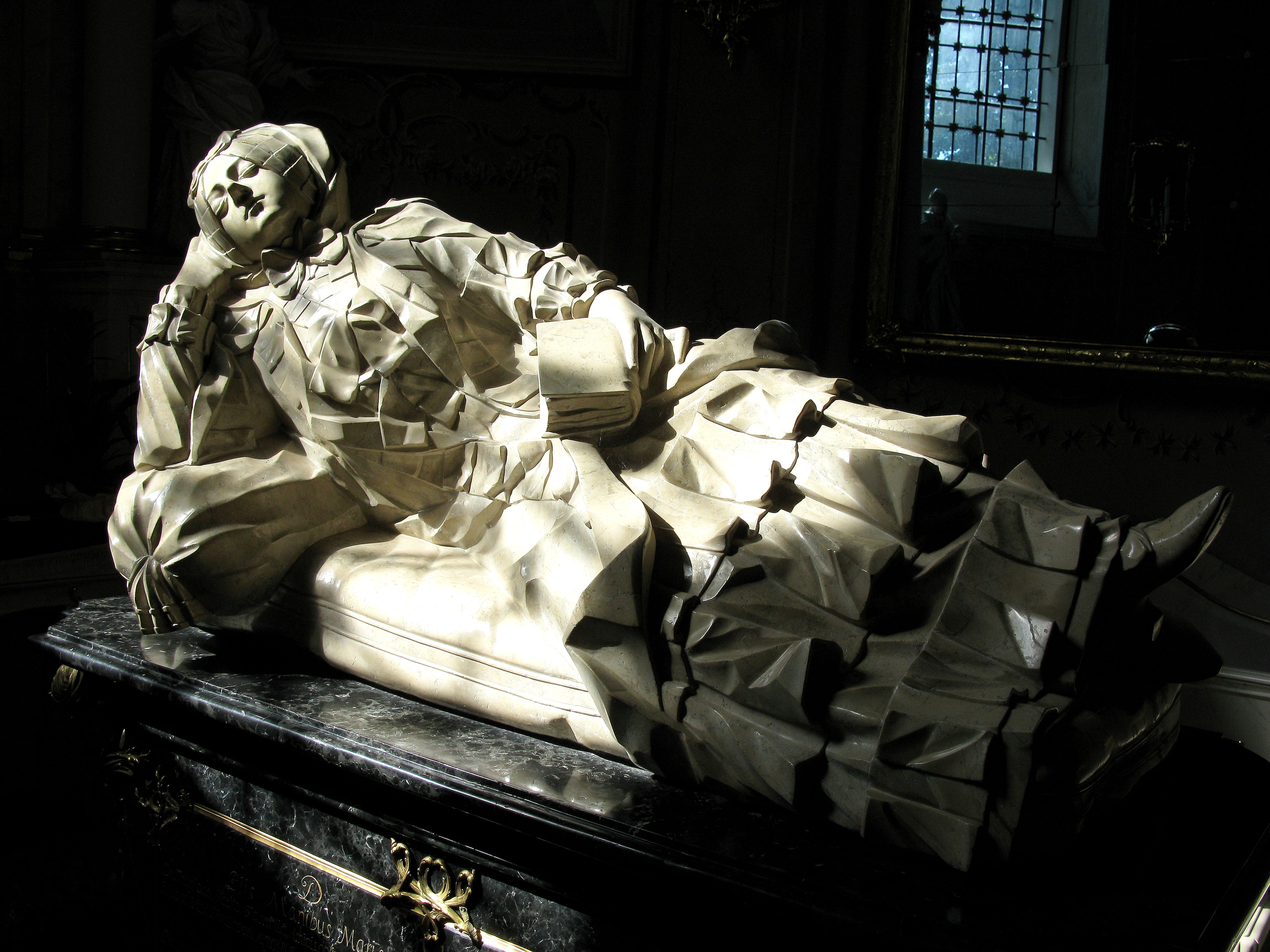
Nagrobek Marii Amalii Mniszchowej w kościele św. Marii Magdaleny w Dukli

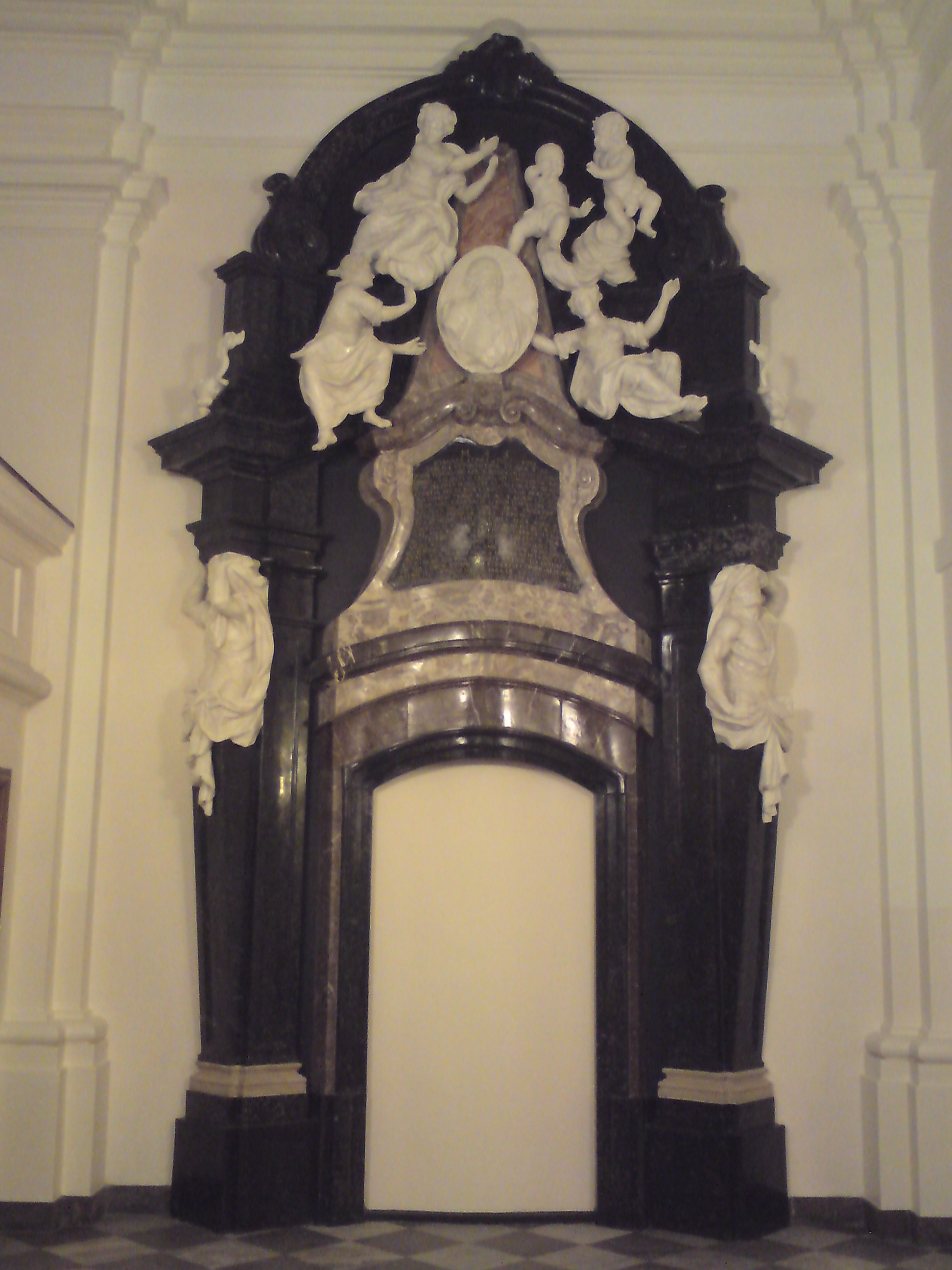
portalowy nagrobek wojewody Jana Tarły w kościele o.o. jezuitów w Warszawie, zniszczony w 1944, po rekonstrukcji w 2010

Rzeźba rokokowa dotarła do Polski późno, głównie z Austrii i Bawarii za pośrednictwem Czech i Śląska. Realizowana tematyka była głównie sakralna, a materiałem drewno. Podobnie jak w krajach niemieckich, rokoko wkraczało stopniowo, współistniejąc z innymi nurtami. W połowie XVIII wieku istniało kilka izolowanych i różniących się od siebie szkół artystycznych. Można je podzielić na mniej samodzielne: Kraków, Poznań i Gdańsk, oraz bardziej oryginalne: Lwów, Warszawa i Wilno. W Krakowie działał Antoni Frączkiewicz (zm. 1741), tworzący długo w manierze barokowej; dopiero jego święci z kościoła w Imbramowicach i przede wszystkim zespół z kolegiaty w Kielcach wykazują związki z rokokiem. Najważniejszą jednak osobistością tego ośrodka rzeźbiarskiego był Wojciech Rojewski, którego dziełem są wielkie wnętrza kościoła Bożogrobców w Miechowie czy Paulinów na Skałce w Krakowie. Innym ważnym artystą był anonimowy twórca rzeźb w kościele Bożego Ciała w Krakowie. W okolicach Poznania działali Augustyn Szeps (fontanna Neptuna na Rynku w Poznaniu, kościół w Obrze, 
kościół Bernardynów w Poznaniu). Środowisko artystyczne z Wielkopolski wprowadziło też specyficzny typ wystroju w kościołach zakonu reformatów (także na Mazowszu, Woźnikach i Podlasiu np. w Boćkach). W środowisku związanym z Gdańskiem najważniejszym rzeźbiarzem tego okresu był Jan Henryk Meissner twórca pomnika Augusta III w Dworze Artusa, figur w ołtarzu głównym we Fromborku. Inne ważne dzieła tego ośrodka to ołtarz w kaplicy kościoła w Piasecznie. Podobne ołtarze powstały także w Małopolsce w kościołach w Tuchowie i w Przyłęku. Ważne realizacje to także ołtarz św. Józefa w kościele św. Jakuba w Toruniu i tego samego świętego w kościele św. Jana także w Toruniu oraz wystrój Kościoła Jezuitów w Grudziądzu o charakterze chińskim (Chinoiserie). Najbardziej złożone środowisko artystyczne powstało w Warszawie. Tworzył tu Jan Jerzy Plersch, który stworzył dekorację rzeźbiarską elewacji Zamku od strony Wisły, dwa ołtarze w kościele Pijarów w Łowiczu, ołtarz w kolegiacie w Łowiczu i wspaniały nagrobek Jana Tarły w kościele Pijarów w Warszawie (potem u Jezuitów, zniszczony w 1944 r., zrekonstruowany w 2010 r.), ambona w kościele Wizytek (najciekawsza oprócz ambony u Karmelitów w Przemyślu) i dekorację na zwieńczeniu fasady tego kościoła. Artysta ten stworzył też rzeźbę Flora w Ogrodzie Saskim i Zaślubiny z kościoła Karmelitów w Warszawie. Pod wpływem Plerscha tworzył też w ośrodku warszawskim Franciszek Antoni Vogt (zwieńczenie ambony w Łowiczu). Ważnym twórcą tego ośrodka był także Jan Chryzostom Redler (figury i wazy w ogrodzie w Białymstoku i atlanty oraz Rotator przy schodach w pałacu, zwieńczenia na bramach 
pałacu w Radzyniu Podlaskim, elewacja ogrodowa tego pałacu, zwieńczenie Oranżerii). W Warszawie tworzył też Pierre de Coudray (pomnik hetmana Czarnieckiego w Tykocinie) oraz artyści tworzący interesujące nagrobki rokokowe w Warszawie. Odgałęzieniem ośrodka warszawskiego było środowisko artystyczne na Warmii (np. ołtarze główne we Fromborku i Nowym Mieście). W Wilnie rokokowe wnętrza rzeźbiarskie powstały w kościołach św. Jana autorstwa brata Michała Schicka (zachowane częściowo), św. Ignacego (nieistniejące), w kościele w Drui i jedne z najwspanialszych w Rzeczypospolitej wnętrz rokokowych w kościele św. Katarzyny w Wilnie. Ze środowiskiem wileńskim związane są także realizacje w kościele w Sejnach, u Franciszkanów w Drohiczynie, w Dąbrowicy na Wołyniu, w Berezie Kartuskiej i u Kartuzów w Gidlach. W niezwykle oryginalnym ośrodku lwowskim artyści tworzyli rzeźby cechujące się poruszeniem postaci, wytwornością i obfitością drapowanych szat. Artyści tego ośrodka tworzyli na znacznych obszarach Rzeczypospolitej i jego twórcy pozostawili swoje działa w tak dalekich od siebie miejscach jak Boćki na Podlasiu (autor to Sebastian Fesinger), Pińsk, Kijów, Kielce, Warszawa (Ecce Homo u Dominikanów). Jednym z twórców był Maciej Polejowski, tworzący od 1760, a w stylu rokokowym od lat 70. Pozostawił po sobie dzieła w nawet odległych od Lwowa miejscach – Sandomierzu (w katedrze ołtarze i figury), Opatowie (anioły z ołtarza głównego, niemal roztańczone). Oprócz niego działał Antoni Osiński, w niewielkim stopniu przynależny do rokoka. Podobnie jak u Polejowskiego, tak i u niego występują ostro cięte szaty. Tworzył w Leszniowie, Zbarażu, Leżajsku i Nawarii. Rzeźbiarzem typowo rokokowym był Jan Jerzy Pinzel, tworzący głównie w kamieniu (np. grupa na elewacji katedry św. Jura we Lwowie, wnętrza kościoła w Horodence, dekoracja Ratusza w Buczaczu). Z ośrodkiem lwowskim łączony jest też nagrobek Amalii Mniszchowej w kościele św. Marii Magdaleny w Dukli, rzeźby na balustradzie kościoła Franciszkanów w Przemyślu, ołtarz w Hodowicy, a także lewy ołtarz w kościele Bernardynów w Leżajsku. Z wnętrz świeckich tego okresu zachowała się dekoracja Pałacu w Ciążeniu.

### Rzemiosło artystyczne

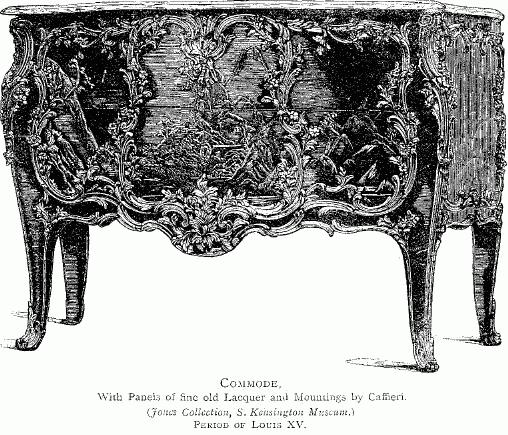
Komoda w stylu Ludwika XV

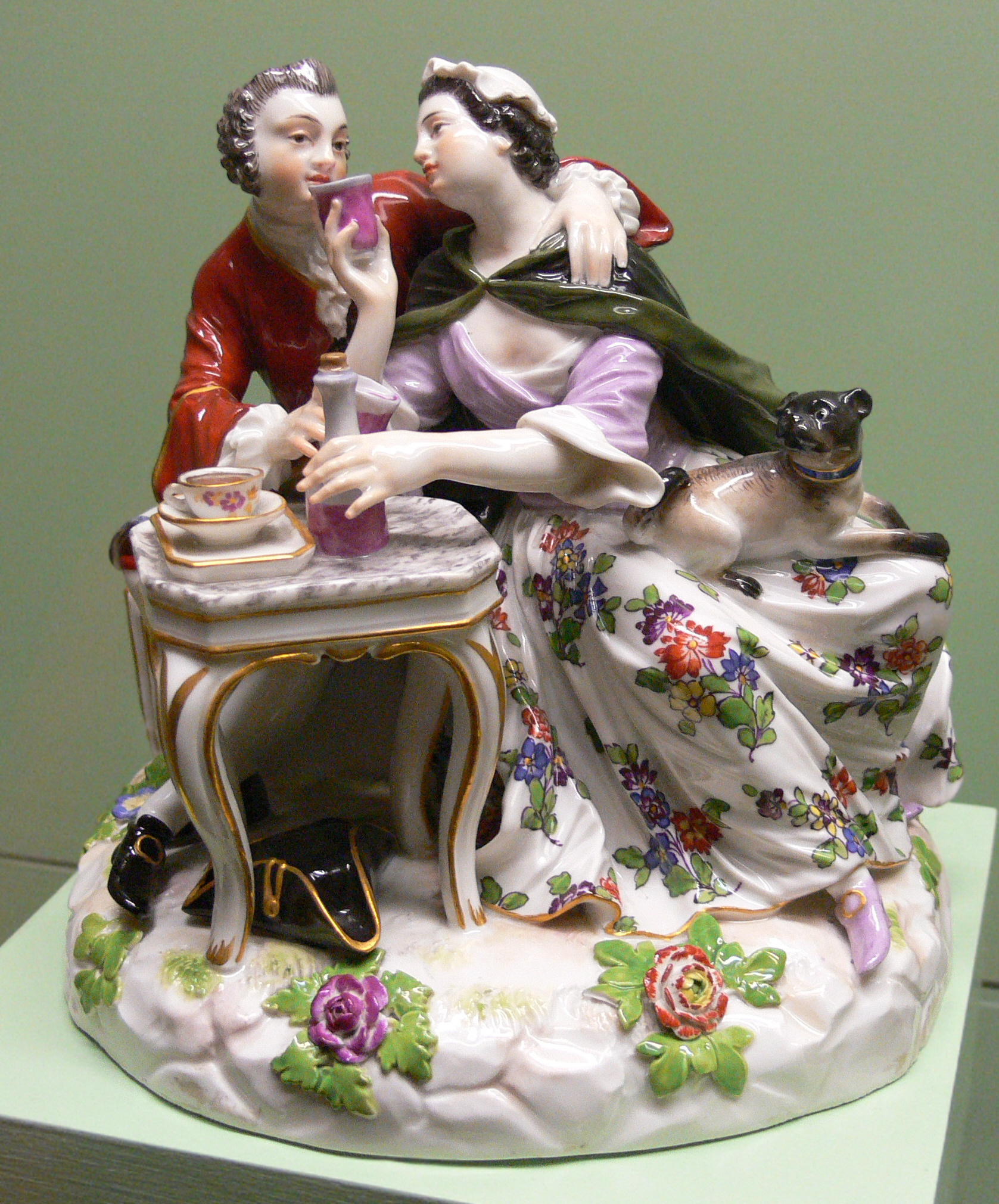
Figurki z porcelany miśnieńskiej według projektu Johanna Joachima Kändlera (1744)

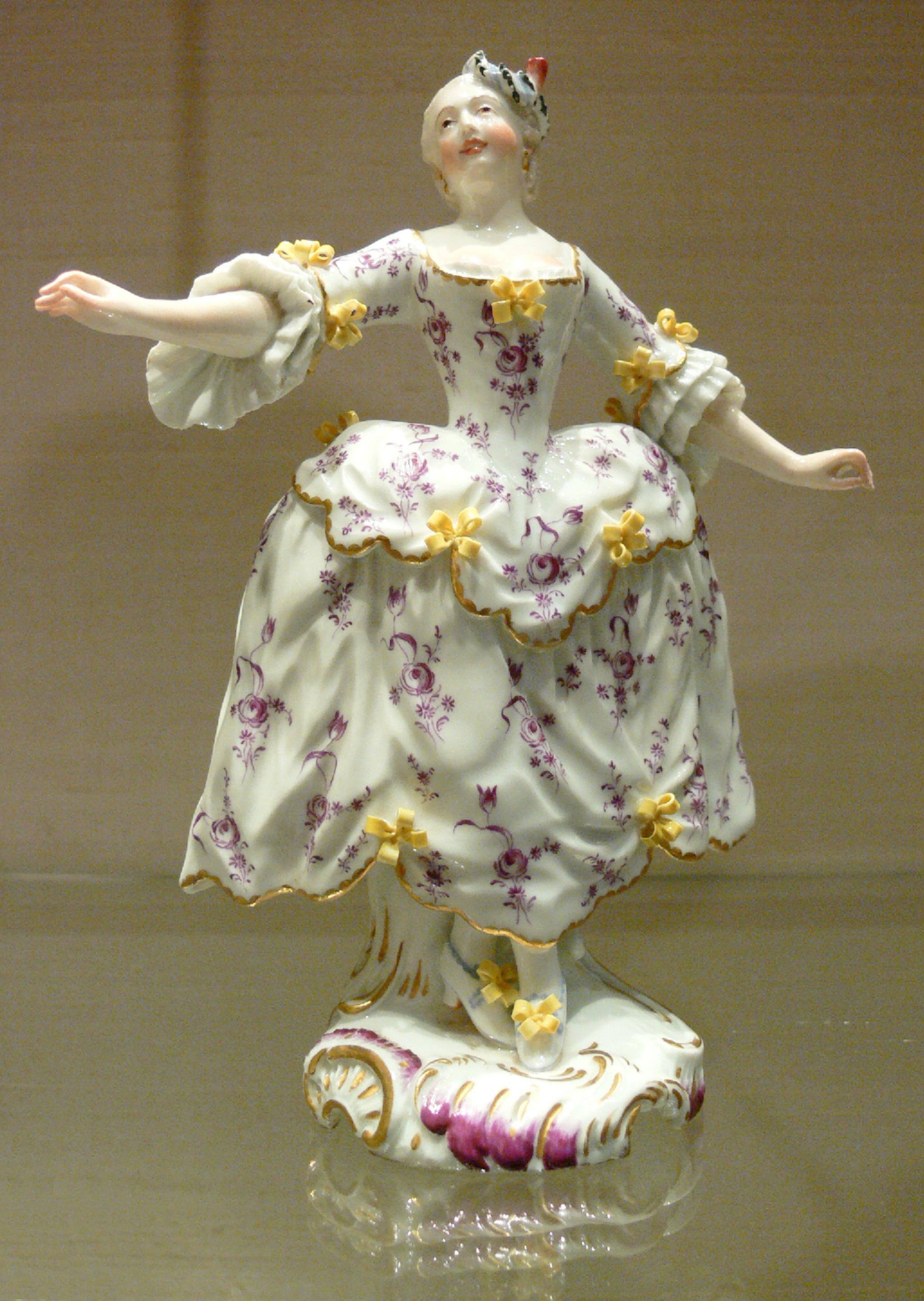
Porcelanowa tancerka (1755)

Rokoko silnie oddziałało na rzemiosło artystyczne, a zwłaszcza na meble, elementy wyposażenia wnętrz i porcelanę.
Lekkie, łatwe do przesuwania mebelki rokokowe przeciwstawiły się ciężkim i masywnym meblom z czasów Ludwika XIV. Wykorzystywano głównie drewno mahoniowe i bukowe, najpierw pokrywane lakierem, a z czasem fornirem, laką i intarsjowane. Chińska laka stała się szczególnie modna od XVII wieku, na fali ogólnej popularności chińszczyzny. Ze względu na jej koszt w Europie prowadzono próby wykonania imitacji laki. Sukces osiągnęli w 1730 roku bracia Martin, od których nazwiska wynalazek nazwano vernis martin.
Zwiększone zapotrzebowanie na wykwintne meble spowodowało powstanie zawodu ebenisty – stolarza wyspecjalizowanego w wytwarzaniu mebli zdobionych intarsja, inkrustacją i fornirem hebanowym (właśnie od hebanu pochodzi nazwa profesji). Do takich właśnie ebenistów należał Charles Cressent (1685–1768), działający w okresie regencji nowator, w dużej mierze wyzwalający meble ze stylu Ludwika XIV. Nadal wyścielane tkaniną meble zyskały na lekkości, opływowości kształtów. Popularne były różne rodzaje krzeseł i foteli. Pojawiły się tzw. markizy, duchesse i sofy. Stoły i stoliki miały rzeźbione dekoracje, esowate nogi i blaty o falistych krawędziach. Używano także tzw. konsoli – przyściennych, wąskich stolików z dwoma lub jedna nogą, na których stawiano zegary, a nad nimi lustro. Dalej we wnętrzach znajdowały się toaletki (poudreuse) – stolik z szufladkami i lustrem oraz różne inne pomocnicze stoły, w tym biurka, sekretery i sekretarzyki. Właśnie w meblach służących do pracy specjalizował się Jean-François Oeben (1731–1763). Popularne były komody w kilku typach, szafy, szafki-kątówki wstawiane do kąta i serwantki – szafki oszklone z trzech stron, służące do trzymania różnych bibelotów.
Po okresie regencji zanikły wielkie barokowe łoża z baldachimem na czterech słupach, ustępując miejsca łóżku, nadal z baldachimem, ale już bez słupów. Około 1750 pojawił się typ à la turque i à la polonaise. Posługiwano się także ekranami, stawianymi przed paleniskiem kominka i parawanami oraz – na szeroką skalę – lustrami. Do oświetlenia używano głównie kinkietów, w większych salach także żyrandoli.
Rokoko to okres niezwykłej popularności porcelany, z której wyrabiano przedmioty codziennego użytku (np. guziki), zastawy stołowe oraz figurki. W XVII i na początku XVIII wieku porcelanę sprowadzano z Chin, co decydowało o jej wysokiej cenie. Próby wytworzenia porcelany na gruncie europejskim zostały uwieńczone sukcesem Johanna Friedricha Böttgera w 1709 roku i założeniem rok później manufaktury porcelany w Miśni. Jej produkty nazywane były porcelaną saską lub miśnieńską. Po Böttgerze fabryką kierował malarz Höroldt, a od 1731 roku Johann Joachim Kändler (1706–1775). Kändler wprowadził wiele zmian i doprowadził manufakturę do szczytu rozwoju. Stopniowo rezygnował z tematyki chińskiej, zastępując ją rodzajową i pejzażową. Po całej Europie rozchodziły się figurki jego projektu, składające się zazwyczaj z dwóch postaci w scenie pasterskiej, z commedia dell’arte albo w tańcu.
Natomiast we Francji, w manufakturze w Vincennes, posługiwano się tzw. porcelaną miękką. W 1752 produkcję przeniesiono do Sèvres. Patronat nad manufakturą objęła Madame Pompadour. W przeciwieństwie do Miśni, tutaj wytwarzano głównie wielofiguralne sceny mitologiczne. Twardą porcelanę wytwarzano dopiero w 1756 w Saint-Yrieix koło Limoges po odkryciu tam złóż kaolinu, a następnie i w Sèvres.

## Literatura
Rokoko to również kierunek w literaturze uznawany za odmianę schyłkowego baroku, powstały we Francji w XVIII w.. Nazwa ta stosowana była najpierw do określania stylu w sztukach plastycznych i architekturze, a następnie używana także w odniesieniu do zjawisk literackich, w których przejawiały się tendencje analogiczne do występujących w plastyce. Znalazły one wyraz w zainteresowaniu sferą przeżyć osobistych i kameralnych, erotyzmem, wysublimowaną elegancją życia środowisk dworskich. Zarówno w życiu, jak i w sztuce, którą traktowano jako formę wyrafinowanej zabawy, głównymi wartościami estetycznymi były wdzięk i smak. Wprowadziło odmienne od klasycznego rozumienie pojęcia gustu, czyli smaku. Jego przymiotami są czułość, delikatność, trafność. Czułość staje się dyspozycją władz emocjonalnych człowieka stojącego na wysokim poziomie intelektualnym, zmniejszająca natężenie reakcji emocjonalnych, pojawiających się gwałtownie, często prymitywnych. Czułość zawierająca „tkliwość” i delikatność potrafi wydobyć najbardziej wyrafinowane piękności. Szczególny akcent położony został właśnie na trafność jako przymiot smaku. Pomaga on dokonać odpowiednich wyborów co do obrazów i myśli.
Rokokowe ideały realizowały się w takich gatunkach, jak: anakreontyk, epigramat, salonowa komedia, rokokowa odmiana sielanki, a także w formach opartych na grze intelektualnego dowcipu, zaskakujących pointach, m.in. w powiastce filozoficznej i eseju. w Polsce rokoko literackie przejawiało się m.in. w twórczości Franciszka Dionizego Kniaźnina i Tomasza Kajetana Węgierskiego.

## Muzyka
Pojęcie rokoko w muzyce kojarzy się przede wszystkim z twórczością klawesynistów francuskich, natomiast wobec kompozytorów niemieckich używa się pojęcia styl galant i zalicza doń kompozytorów: Georg Philipp Telemann, Johann Mattheson, Georg Christoph Wagenseil, Georg Matthias Monn, Domenico Scarlatti, Johann Christian Bach, Giovanni Battista Sammartini, Giovanni Battista Pergolesi, młody Joseph Haydn i Wolfgang Amadeus Mozart. Jak pisze Danuta Gwizdalanka w Historii muzyki:
Granica pomiędzy muzyką zwaną galant i rokoko jest płynna. Oba style cechuje upodobanie do miniaturowych form i obfitej ornamentacji oraz dominacja homofonii. (...) Słuchacz oczekiwał od muzyki, że będzie przyjemną i elegancką rozrywką. Fugę, która wymagała uważnego wsłuchiwania się w kilka głosów, uważał za zbytecznie trudną. Bardziej odpowiadała mu ładna melodia z przejrzystym akompaniamentem, zbudowana z krótkich, powtarzanych fraz. Nie gustowano w patetycznym śpiewie, tak cenionym przez poprzednie pokolenia. Preferowano muzykę urozmaiconą, ale bez przesadnej emfazy. Przejrzysty, homofoniczny styl galant, który odpowiadał takim upodobaniom, stworzył więc opozycję wobec „pedantycznego” stylu barokowego, utożsamianego z kontrapunktem.
Styl ten przez długie lata nie był ceniony przez historyków, uważany za okres przejściowy między barokiem a klasycyzmem. Wyraźnie osłabła wtedy potrzeba stosowania wyszukanych technik i monumentalnych form. Kompozytorzy nie rezygnowali wprawdzie z innowacyjności – jest to okres bardzo wielu nowości, ale twórczość ich nie zajęła miejsca zbyt prestiżowego w tradycyjnej historii „muzyki poważnej”, gdyż miała popularniejszy, a czasem wręcz rozrywkowy charakter. W ostatnich dekadach te właśnie cechy stały się jej walorem i muzyka „rokokowa” stała się wielką atrakcją repertuarową.